# Списак врста рода Bulbophyllum
Bulbophyllum Thouars 1822, је велики род орхидеја који садржи око 2000 епифитних врста и припада породици Orchidaceae.

## Species

### A
- Bulbophyllum abbreviatum (Rchb.f.) Schltr. 1924
- Bulbophyllum abbrevilabium Carr 1932
- Bulbophyllum aberrans Schltr. 1911
- Bulbophyllum ablepharon Schltr. 1923
- Bulbophyllum absconditum J.J.Sm. 1905
  - Bulbophyllum absconditum subsp. absconditum
  - Bulbophyllum absconditum subsp. hastula J.J.Verm. 1993
- Bulbophyllum acanthoglossum Schltr. 1913
- Bulbophyllum acropogon Schltr. 1913
- Bulbophyllum acuminatifolium J.J.Sm. 1933
- Bulbophyllum acuminatum (Ridl.) Ridl. 1907: Tapering-flower Bulbophyllum
- Bulbophyllum acutibracteatum De Wild. 1921
  - Bulbophyllum acutibracteatum var. acutibracteatum
  - Bulbophyllum acutibracteatum var. rubrobrunneopapillosum (De Wild.) J.J.Verm. 1986
- Bulbophyllum acutiflorum A.Rich. 1841
- Bulbophyllum acutilingue J.J.Sm. 1908
- Bulbophyllum acutispicatum H.Perrier 1951
- Bulbophyllum adangense Seidenf. 1979
- Bulbophyllum adelphidium J.J.Verm. 1993
- Bulbophyllum adenoblepharon Schltr. 1913
- Bulbophyllum adiamantinum Brade 1951
- Bulbophyllum adjungens Seidenf. 1979
- Bulbophyllum adolphii Schltr. 1921
- Bulbophyllum aechmophorum J.J.Verm. 1993
- Bulbophyllum aemulum Schltr. 1905
- Bulbophyllum aeolium Ames (1913 publ. 1914
- Bulbophyllum aestivale Ames 1915
- Bulbophyllum affine Wall. ex Lindl. 1830: Similar Bulbophyllum
- Bulbophyllum affinoides Guillaumin 1958
- Bulbophyllum afzelii Schltr. 1918
  - Bulbophyllum afzelii var. afzelii
  - Bulbophyllum afzelii var. microdoron (Schltr.) Bosser 1965
- Bulbophyllum agapethoides Schltr. 1911
- Bulbophyllum agastor Garay, Hamer & Siegerist 1996: Flat Bulbophyllum
- Bulbophyllum aggregatum Besser 1965: Crowded Bulbophyllum
- Bulbophyllum aithorhachis J.J.Verm. 1996
- Bulbophyllum alabastraceus P.Royen 1979
- Bulbophyllum alagense Ames 1907: Alag River Bulbophyllum
- Bulbophyllum alatum J.J.Verm. 1991
- Bulbophyllum albibracteum Seidenf. 1979
- Bulbophyllum albidostylidium Seidenf. 1995
- Bulbophyllum albociliatum (Tang S.Liu & H.Y.Su) K.Nakaj. 1973
- Bulbophyllum alboroseum Ames 1922
- Bulbophyllum alcicorne C.S.P.Parish & Rchb.f. 1874
- Bulbophyllum alexandrae Schltr. 1925: Alexander's Bulbophyllum
- Bulbophyllum algidum Ridl. 1916
- Bulbophyllum alkmaarense J.J.Sm. 1911
- Bulbophyllum alleizettei Schltr. 1922
- Bulbophyllum allenkerrii Seidenf. 1979: Allen Kerr's Bulbophyllum
- Bulbophyllum alliifolium J.J.Sm. 1905
- Bulbophyllum alsiosum Ames 1912
- Bulbophyllum alticaule Ridl. 1916
- Bulbophyllum alticola Schltr. 1912
- Bulbophyllum altum J.J.Verm. 1991
- Bulbophyllum alveatum J.J.Verm. 1993
- Bulbophyllum amazonicum L.O.Williams 1939
- Bulbophyllum ambatoavense Bosser 2004
- Bulbophyllum amblyacron Schltr. 1913
- Bulbophyllum amblyanthum Schltr. 1913
- Bulbophyllum amblyoglossum Schltr. 1911
- Bulbophyllum ambrense H.Perrier 1937
- Bulbophyllum ambrosia (Hance) Schltr. 1919: Sweet-smelling Bulbophyllum
  - Bulbophyllum ambrosia subsp. ambrosia
  - Bulbophyllum ambrosia subsp. nepalensis J.J.Wood 1986
- Bulbophyllum amoenum Bosser 1965
- Bulbophyllum amphorimorphum H.Perrier 1951
- Bulbophyllum amplebracteatum Teijsm. & Binn. 1862: Extended-bract Bulbophyllum
- Bulbophyllum amplifolium (Rolfe) N.P.Balakr. & Sud.Chowdhury 1968
- Bulbophyllum amplistigmaticum Kores 1989
- Bulbophyllum amygdalinum Aver. 1988
- Bulbophyllum anaclastum J.J.Verm. 1993
- Bulbophyllum anakbaruppui J.J.Verm. & P.O'Byrne 2003
- Bulbophyllum analamazoatrae Schltr. 1924: Analamazoatra Bulbophyllum
- Bulbophyllum anceps Rolfe 1892: Double-edged Bulbophyllum
- Bulbophyllum andersonii (Hook.f.) J.J.Sm. 1912
- Bulbophyllum andohahelense H.Perrier 1939
- Bulbophyllum andreeae A.D.Hawkes 1956
- Bulbophyllum anguipes Schltr. 1911
- Bulbophyllum angulatum J.J.Sm. 1908
- Bulbophyllum anguliferum Ames & C.Schweinf. in O.Ames 1920: Angle-carrying Bulbophyllum
- Bulbophyllum angusteovatum Seidenf. 1979
- Bulbophyllum angustifolium (Blume) Lindl. 1830
- Bulbophyllum anisopterum J.J.Verm. & P.O'Byrne 2003
- Bulbophyllum anjozorobeense Bosser 2000
- Bulbophyllum ankaizinense (Jum. & Perrier) Schltr. 1924: Ankaizine Bulbophyllum
- Bulbophyllum ankaratranum Schltr. 1924
- Bulbophyllum ankylochele J.J.Verm. 1993
- Bulbophyllum ankylorhinon J.J.Verm. 1992
- Bulbophyllum annandalei Ridl. 1920
- Bulbophyllum antennatum Schltr. in K.M.Schumann & C.A.G.Lauterbach 1905
- Bulbophyllum antenniferum (Lindl.) Rchb.f. in W.G.Walpers 1861: Antenna Bulbophyllum
- Bulbophyllum antioquiense Kraenzl. 1899
- Bulbophyllum antongilense Schltr. 1924
- Bulbophyllum apertum Schltr. 1906
- Bulbophyllum aphanopetalum Schltr. 1906
- Bulbophyllum apheles J.J.Verm. 1991
- Bulbophyllum apiculatum Schltr. 1913
- Bulbophyllum apiferum Carr 1930
- Bulbophyllum apodum Hook.f. 1890: Bulbless Bulbophyllum
- Bulbophyllum apoense Schuit. & de Vogel 2003
- Bulbophyllum appendiculatum (Rolfe) J.J.Sm. 1912
- Bulbophyllum appressicaule Ridl. 1917
- Bulbophyllum appressum Schltr. 1913
- Bulbophyllum approximatum Ridl. 1886
- Bulbophyllum arachnidium Ridl. 1916
- Bulbophyllum arachnoideum Schltr. 1913
- Bulbophyllum arcaniflorum Ridl. 1916
- Bulbophyllum arcuatilabium Aver. 1999
- Bulbophyllum ardjunense J.J.Sm. 1927
- Bulbophyllum arfakense J.J.Sm. in L.S.Gibbs 1917
- Bulbophyllum arfakianum Kraenzl. 1904: Arfak Mountain Bulbophyllum
- Bulbophyllum argyropus (Endl.) Rchb.f. 1876
- Bulbophyllum arianeae Fraga & E.C.Smidt 2004
- Bulbophyllum ariel Ridl. 1917
- Bulbophyllum aristatum (Rchb.f.) Hemsl. 1884
- Bulbophyllum aristilabre J.J.Sm. 1912
- Bulbophyllum aristopetalum Kores 1989
- Bulbophyllum armeniacum J.J.Sm. 1917
- Bulbophyllum arrectum Kraenzl. 1921
- Bulbophyllum arsoanum J.J.Sm. 1912
- Bulbophyllum artostigma J.J.Verm. 1993
- Bulbophyllum ascochiloides J.J.Sm. 1927
- Bulbophyllum asperilingue Schltr. 1919
- Bulbophyllum aspersum J.J.Sm. 1912
- Bulbophyllum asperulum J.J.Sm. 1909
- Bulbophyllum astelidum Aver. 1994
- Bulbophyllum atratum J.J.Sm. 1917
- Bulbophyllum atrolabium Schltr. 1923
- Bulbophyllum atropurpureum Barb.Rodr. 1877: Black-purple Bulbophyllum
- Bulbophyllum atrorubens Schltr. 1906
- Bulbophyllum atrosanguineum Aver. 2003
- Bulbophyllum attenuatum Rolfe 1896: Dagger-shaped Bulbophyllum
- Bulbophyllum aubrevillei Bosser 1965
- Bulbophyllum aundense Ormerod (2005)
- Bulbophyllum auratum (Lindl.) Rchb.f. in W.G.Walpers 1861
- Bulbophyllum aureoapex Schltr. 1913
- Bulbophyllum aureobrunneum Schltr. 1913
- Bulbophyllum aureolabellum T.P.Lin 1975
- Bulbophyllum aureum (Hook.f.) J.J.Sm. 1912: Golden Bulbophyllum
- Bulbophyllum auricomum Lindl. 1830
- Bulbophyllum auriculatum J.J.Verm. & P.O'Byrne 2003
- Bulbophyllum auriflorum H.Perrier 1937
- Bulbophyllum auroreum J.J.Sm. 1928
- Bulbophyllum averyanovii Seidenf. 1992

### B
- Bulbophyllum bacilliferum J.J.Sm. 1928
- Bulbophyllum baculiferum Ridl. 1916
- Bulbophyllum baileyi F.Muell. 1875: Bailey's Bulbophyllum
- Bulbophyllum bakhuizenii Steenis in A.Hamzah & M.Toha 1972
- Bulbophyllum baladeanum J.J.Sm. 1912
- Bulbophyllum balapiuense J.J.Sm. 1917
- Bulbophyllum ballii P.J.Cribb 1977
- Bulbophyllum bandischii Garay 1992
- Bulbophyllum barbatum Barb.Rodr. 1882
- Bulbophyllum barbigerum Lindl. 1837: Bearded Bulbophyllum
- Bulbophyllum bariense Gagnep. 1930: Bari Bulbophyllum
- Bulbophyllum baronii Ridl. 1885
- Bulbophyllum basisetum J.J.Sm. 1929
- Bulbophyllum bataanense Ames 1905: Bataan Bulbophyllum
- Bulbophyllum bathieanum Schltr. 1916
- Bulbophyllum batukauense J.J.Sm. 1927
- Bulbophyllum bavonis J.J.Verm. 1984
- Bulbophyllum beccarii Rchb.f. 1879: Beccar's Bulbophyllum
- Bulbophyllum berenicis Rchb.f. 1880
- Bulbophyllum betchei F.Muell. 1881: Betche's Bulbophyllum
- Bulbophyllum biantennatum Schltr. 1913: Two-antennas Bulbophyllum
- Bulbophyllum bicaudatum Schltr. 1913
- Bulbophyllum bicolor Lindl. 1830
- Bulbophyllum bicoloratum Schltr. 1924
- Bulbophyllum bidentatum (Barb.Rodr.) Cogn. in C.F.P.von Martius & auct. suc. (eds.) 1902
- Bulbophyllum bidenticulatum J.J.Verm. 1984
  - Bulbophyllum bidenticulatum subsp. bidenticulatum
  - Bulbophyllum bidenticulatum subsp. joyceae J.J.Verm. 1987
- Bulbophyllum bidi Govaerts 1996
- Bulbophyllum bifarium Lindl. 1864
- Bulbophyllum biflorum Teijsm. & Binn. 1855: Two-flowered Bulbophyllum
- Bulbophyllum bigibbosum J.J.Sm. 1913
- Bulbophyllum bigibbum Schltr. 1923
- Bulbophyllum binnendijkii J.J.Sm. 1905: Binnendijk's Bulbophyllum
- Bulbophyllum birmense Schltr. 1910
- Bulbophyllum birugatum J.J.Sm. in L.S.Gibbs 1917
- Bulbophyllum bisepalum Schltr. in K.M.Schumann & C.A.G.Lauterbach 1905
- Bulbophyllum biseriale Carr 1930
- Bulbophyllum bisetoides Seidenf. 1970
- Bulbophyllum bisetum Lindl. 1842
- Bulbophyllum bismarckense Schltr. in K.M.Schumann & C.A.G.Lauterbach 1905
- Bulbophyllum bittnerianum Schltr. 1910
- Bulbophyllum bivalve J.J.Sm. 1926
- Bulbophyllum blepharicardium Schltr. 1913
- Bulbophyllum blephariglossum Schltr. 1913
- Bulbophyllum blepharistes Rchb.f. 1872: Fringed Bulbophyllum
- Bulbophyllum blepharochilum Garay 1999: Lip-fringe Bulbophyllum
- Bulbophyllum blepharopetalum Schltr. 1913
- Bulbophyllum bliteum J.J.Verm. 1993
- Bulbophyllum blumei (Lindl.) J.J.Sm. 1905: Blume's Bulbophyllum, Masdevallia-like Bulbophyllum, Chinbone Bulbophyllum
- Bulbophyllum boiteaui H.Perrier 1939
- Bulbophyllum bolivianum Schltr. 1922
- Bulbophyllum bolsteri Ames 1912
- Bulbophyllum bomiensis Z.H.Tsi 1978
- Bulbophyllum boninense (Schltr.) J.J.Sm. 1912
- Bulbophyllum bontocense Ames 1912
- Bulbophyllum boonjee B.Gray & D.L.Jones 1984
- Bulbophyllum bootanense C.S.P.Parish & Rchb.f. 1874
- Bulbophyllum botryophorum Ridl. 1897
- Bulbophyllum boudetianum Fraga 2004
- Bulbophyllum boulbetii Tixier 1966
- Bulbophyllum bowkettiae F.M.Bailey 1884: Bowkett's Bulbophyllum
- Bulbophyllum braccatum Rchb.f. 1877
- Bulbophyllum brachychilum Schltr. 1913
- Bulbophyllum brachypetalum Schltr. 1913
- Bulbophyllum brachyphyton Schltr. 1918
- Bulbophyllum brachystachyum Schltr. 1924
- Bulbophyllum bracteatum F.M.Bailey 1891: Bracteate Bulbophyllum
- Bulbophyllum bracteolatum Lindl. 1838
- Bulbophyllum bractescens Rolfe ex Kerr 1927
- Bulbophyllum brassii J.J.Verm. 1993
- Bulbophyllum breve Schltr. 1913
- Bulbophyllum brevibrachiatum (Schltr.) J.J.Sm. 1912
- Bulbophyllum brevicolumna J.J.Verm. 1991
- Bulbophyllum breviflorum Ridl. ex Stapf 1894
- Bulbophyllum brevilabium Schltr. 1913
- Bulbophyllum brevipes Ridl. 1898
- Bulbophyllum brevipetalum H.Perrier 1937
- Bulbophyllum brevispicatum Z.H.Tsi & S.C.Chen 1994
- Bulbophyllum brevistylidium Seidenf. 1979
- Bulbophyllum brienianum (Rolfe) Merr. 1921
- Bulbophyllum bryoides Guillaumin 1957
- Bulbophyllum bulliferum J.J.Sm. 1908
- Bulbophyllum burfordiense Garay, Hamer & Siegerist 1996: Burford Bulbophyllum
- Bulbophyllum burkillii Gage 1906
- Bulbophyllum burttii Summerh. 1953

### C
- Bulbophyllum cadetioides Schltr. 1913: Cadetia-like Bulbophyllum
- Bulbophyllum caecilii J.J.Sm. 1927
- Bulbophyllum caecum J.J.Sm. 1926
- Bulbophyllum caespitosum Thouars 1822
- Bulbophyllum calceilabium J.J.Sm. 1929
- Bulbophyllum calceolus J.J.Verm. 1991
- Bulbophyllum caldericola G.F.Walsh 1993
- Bulbophyllum callichroma Schltr. 1913: Green-Calli Bulbophyllum
- Bulbophyllum callipes J.J.Sm. 1908
- Bulbophyllum callosum Bosser 1965: Callous Bulbophyllum
- Bulbophyllum caloglossum Schltr. 1913: Beautiful-lipped Bulbophyllum
- Bulbophyllum calophyllum L.O.Williams 1938
- Bulbophyllum calviventer J.J.Verm. 1993
- Bulbophyllum calvum Summerh. 1966
- Bulbophyllum calyptratum Kraenzl. 1895: Hooded Bulbophyllum
  - Bulbophyllum calyptratum var. calyptratum
  - Bulbophyllum calyptratum var. graminifolium (Summerh.) J.J.Verm. 1986
  - Bulbophyllum calyptratum var. lucifugum (Summerh.) J.J.Verm. 1987
- Bulbophyllum calyptropus Schltr. 1924
- Bulbophyllum cameronense Garay, Hamer & Siegerist 1996: Cameron Highlands Bulbophyllum
- Bulbophyllum campos-portoi Brade 1951
- Bulbophyllum camptochilum J.J.Verm. 1996
- Bulbophyllum candidum Hook.f. 1890
- Bulbophyllum canlaonense Ames 1912
- Bulbophyllum cantagallense (Barb.Rodr.) Cogn. in C.F.P.von Martius & auct. suc. (eds.) 1902
- Bulbophyllum capilligerum J.J.Sm. 1927
- Bulbophyllum capillipes C.S.P.Parish & Rchb.f. 1874
- Bulbophyllum capitatum (Blume) Lindl. 1830
- Bulbophyllum capituliflorum Rolfe 1906
- Bulbophyllum capuronii Bosser 1971
- Bulbophyllum caputgnomonis J.J.Verm. 1993
- Bulbophyllum cardiobulbum Bosser 1965
- Bulbophyllum cardiophyllum J.J.Verm. 1991
- Bulbophyllum careyanum (Hook.) Spreng. 1826: Carey's Bulbophyllum
- Bulbophyllum cariniflorum Rchb.f. in W.G.Walpers 1861
- Bulbophyllum carinilabium J.J.Verm. 1991
- Bulbophyllum carnosilabium Summerh. (1953 publ. 1954).
- Bulbophyllum carnosisepalum J.J.Verm. 1986
- Bulbophyllum carrianum J.J.Verm. 2000
- Bulbophyllum carunculatum Garay, Hamer & Siegerist 1995: Caruncule Bulbophyllum
- Bulbophyllum cataractarum Schltr. 1924
- Bulbophyllum catenarium Ridl. 1894: Chain-like Bulbophyllum
- Bulbophyllum catenulatum Kraenzl. 1921: Chain-shaped Bulbophyllum
- Bulbophyllum cateorum J.J.Verm. 1992
- Bulbophyllum catillus J.J.Verm. & P.O'Byrne 2003
- Bulbophyllum caudatisepalum Ames & C.Schweinf. in O.Ames 1920
- Bulbophyllum caudipetalum J.J.Sm. 1913
- Bulbophyllum cauliflorum Hook.f. 1890
  - Bulbophyllum cauliflorum var. cauliflorum
  - Bulbophyllum cauliflorum var. sikkimense N.Pearce & P.J.Cribb 2001
- Bulbophyllum cavibulbum J.J.Sm. 1929
- Bulbophyllum cavipes J.J.Verm. 1996
- Bulbophyllum centrosemiflorum J.J.Sm. 1912
- Bulbophyllum cephalophorum Garay, Hamer & Siegerist 1996: Spherical-inflorescence Bulbophyllum
- Bulbophyllum cerambyx J.J.Sm. 1915
- Bulbophyllum ceratostylis J.J.Sm. 1904
- Bulbophyllum ceratostyloides Ridl. 1916
- Bulbophyllum cerebellum J.J.Verm. 1996
- Bulbophyllum cerinum Schltr. 1913
- Bulbophyllum ceriodorum Boiteau 1942
- Bulbophyllum cernuum (Blume) Lindl. 1830: Nodding Bulbophyllum
- Bulbophyllum chaetostroma Schltr. 1913
- Bulbophyllum chanii J.J.Verm. & A.L.Lamb 1991
- Bulbophyllum chaunobulbon Schltr. 1913
  - Bulbophyllum chaunobulbon var. chaunobulbon
  - Bulbophyllum chaunobulbon var. ctenopetalum Schltr. 1913
- Bulbophyllum cheiri Lindl. 1844
- Bulbophyllum cheiropetalum Ridl. 1926
- Bulbophyllum chikukwa Fibeck & Mavi (2000 publ. 2001).
- Bulbophyllum chimaera Schltr. 1913: Chimarea Bulbophyllum
- Bulbophyllum chinense (Lindl.) Rchb.f. in W.G.Walpers 1861
- Bulbophyllum chloranthum Schltr. in K.M.Schumann & C.A.G.Lauterbach 1905: Green-blooming Bulbophyllum
- Bulbophyllum chlorascens J.J.Sm. 1927
- Bulbophyllum chloroglossum Rchb.f. 1871
- Bulbophyllum chloropterum Rchb.f. 1850
- Bulbophyllum chlororhopalon Schltr. 1913
- Bulbophyllum chondriophorum (Gagnep.) Seidenf. (1973 publ. 1974).
- Bulbophyllum chrysendetum Ames 1915
- Bulbophyllum chryseum (Kraenzl.) Ames 1911
- Bulbophyllum chrysocephalum Schltr. 1911
- Bulbophyllum chrysochilum Schltr. 1912
- Bulbophyllum chrysoglossum Schltr. in K.M.Schumann & C.A.G.Lauterbach 1905
- Bulbophyllum chrysotes Schltr. 1913
- Bulbophyllum ciliatilabrum H.Perrier 1937
- Bulbophyllum ciliatum (Blume) Lindl. 1830
- Bulbophyllum ciliipetalum Schltr. 1913
- Bulbophyllum ciliolatum Schltr. 1913
- Bulbophyllum cimicinum J.J.Verm. 1982
- Bulbophyllum cipoense Borba & Semir 1998
- Bulbophyllum cirrhatum Hook.f. 1890
- Bulbophyllum cirrhoglossum H.Perrier 1951
- Bulbophyllum cirrhosum L.O.Williams 1940
- Bulbophyllum citrellum Ridl. 1916
- Bulbophyllum citricolor J.J.Sm. 1932
- Bulbophyllum citrinilabre J.J.Sm. 1913
- Bulbophyllum clandestinum Lindl. 1841: Close-sitting Bulbophyllum
- Bulbophyllum claussenii Rchb.f. 1846
- Bulbophyllum clavatum Thouars 1822
- Bulbophyllum cleistogamum Ridl. 1896: Self-fertilizing Bulbophyllum
- Bulbophyllum clemensiae Ames 1912
- Bulbophyllum clipeibulbum J.J.Verm. 2001
- Bulbophyllum coccinatum H.Perrier 1938
- Bulbophyllum cochleatum Lindl. 1862
  - Bulbophyllum cochleatum var. bequaertii (De Wild.) J.J.Verm. 1986
  - Bulbophyllum cochleatum var. brachyanthum (Summerh.) J.J.Verm. 1986
  - Bulbophyllum cochleatum var. cochleatum: Mann's Bulbophyllum
  - Bulbophyllum cochleatum var. tenuicaule (Lindl.) J.J.Verm. 1986
- Bulbophyllum cochlia Garay, Hamer & Siegerist 1994
- Bulbophyllum cochlioides J.J.Sm. 1929
- Bulbophyllum cocoinum Bateman ex Lindl. 1837: Coconut Bulbophyllum
- Bulbophyllum codonanthum Schltr. 1911
- Bulbophyllum coelochilum J.J.Verm. 1991
- Bulbophyllum cogniauxianum (Kraenzl.) J.J.Sm. 1912
- Bulbophyllum collettii King & Pantl. 1897
- Bulbophyllum colliferum J.J.Sm. 1911
- Bulbophyllum collinum Schltr. 1913
- Bulbophyllum colomaculosum Z.H.Tsi & S.C.Chen 1994
- Bulbophyllum coloratum J.J.Sm. 1910
- Bulbophyllum colubrimodum Ames1923
- Bulbophyllum colubrinum (Rchb.f.) Rchb.f. in W.G.Walpers 1861
- Bulbophyllum comatum Lindl. 1862
  - Bulbophyllum comatum var. comatum
  - Bulbophyllum comatum var. inflatum (Rolfe) J.J.Verm. 1986
- Bulbophyllum comberi J.J.Verm. in J.B.Comber 1990: Comber's Bulbophyllum
- Bulbophyllum comberipictum J.J.Verm. 2002
- Bulbophyllum commersonii Thouars 1822
- Bulbophyllum commissibulbum J.J.Sm. 1929
- Bulbophyllum comorianum H.Perrier 1938: Comoros Islands Bulbophyllum
- Bulbophyllum comosum Collett & Hemsl. 1890
- Bulbophyllum complanatum H.Perrier 1937
- Bulbophyllum compressilabellatum P.Royen 1979
- Bulbophyllum compressum Teijsm. & Binn. 1862
- Bulbophyllum comptonii Rendle 1921
- Bulbophyllum concatenatum P.J.Cribb & P.Taylor 1980
- Bulbophyllum concavibasalis P.Royen 1979
- Bulbophyllum conchidioides Ridl. 1886
- Bulbophyllum conchophyllum J.J.Sm. 1912
- Bulbophyllum concinnum Hook.f. 1890
- Bulbophyllum concolor J.J.Sm. 1914
- Bulbophyllum congestiflorum Ridl. 1917
- Bulbophyllum coniferum Ridl. 1909
- Bulbophyllum connatum Carr 1933
- Bulbophyllum conspersum J.J.Sm. 1913
- Bulbophyllum contortisepalum J.J.Sm. 1912
- Bulbophyllum cootesii M.A.Clem. (1999-2000 publ. 1999): Cootes' Bulbophyllum
- Bulbophyllum copelandii Ames 1905: Copeland's Bulbophyllum
- Bulbophyllum corallinum Tixier & Guillaumin 1963
- Bulbophyllum cordemoyi Frapp. ex Cordem. 1895
- Bulbophyllum coriaceum Ridl. ex Stapf 1894
- Bulbophyllum coriophorum Ridl. 1886: Bug-smelling Bulbophyllum
- Bulbophyllum coriscense Rchb.f. 1881
- Bulbophyllum cornu-cervi King 1895
- Bulbophyllum cornutum (Blume) Rchb.f. in W.G.Walpers 1861: Horned Bulbophyllum
- Bulbophyllum corolliferum J.J.Sm. 1917
- Bulbophyllum corythium N.Hall 1981
- Bulbophyllum costatum Ames 1920
- Bulbophyllum coweniorum J.J.Verm. & P.O'Byrne 2003: Cowen's Bulbophyllum
- Bulbophyllum crassifolium Thwaites ex Trimen 1885: Thick-leafed Bulbophyllum
- Bulbophyllum crassinervium J.J.Sm. 1900
- Bulbophyllum crassipes Hook.f. 1890: Thick-spurred Bulbophyllum
- Bulbophyllum crassipetalum H.Perrier 1937
- Bulbophyllum crassissimum J.J.Sm. 1917
- Bulbophyllum crassiusculifolium Aver. 1997
- Bulbophyllum crenilabium W.Kittr. (1984 publ. 1985).
- Bulbophyllum crepidiferum J.J.Sm. 1920
- Bulbophyllum cribbianum Toscano 1992
- Bulbophyllum crispatisepalum P.Royen 1979
- Bulbophyllum croceum (Blume) Lindl. 1830: Saffron-yellow Bulbophyllum
- Bulbophyllum crocodilus J.J.Sm. 1912
- Bulbophyllum cruciatum J.J.Sm. 1911
- Bulbophyllum cruciferum J.J.Sm. 1917
- Bulbophyllum cruentum Garay, Hamer & Siegerist 1992: Blood-red Bulbophyllum
- Bulbophyllum cruttwellii J.J.Verm. 1993
- Bulbophyllum cryptanthoides J.J.Sm. 1912
- Bulbophyllum cryptanthum Cogn. 1899
- Bulbophyllum cryptophoranthus Garay 1999
- Bulbophyllum cryptostachyum Schltr. 1924
- Bulbophyllum cubicum Ames 1922
- Bulbophyllum cucullatum Schltr. 1912
- Bulbophyllum culex Ridl. 1916
- Bulbophyllum cumingii (Lindl.) Rchb.f. in W.G.Walpers 1861
- Bulbophyllum cuneatum Rolfe ex Ames 1905
- Bulbophyllum cuniculiforme J.J.Sm. 1911
- Bulbophyllum cupreum Lindl. 1838: Copper-colored Bulbophyllum
- Bulbophyllum curranii Ames 1912
- Bulbophyllum curvibulbum Frapp. ex Cordem. 1895
- Bulbophyllum curvicaule Schltr. 1913
- Bulbophyllum curvifolium Schltr. 1916
- Bulbophyllum curvimentatum J.J.Verm. 1984
- Bulbophyllum cuspidipetalum J.J.Sm. 1908: Lanceolate-leafed Bulbophyllum
- Bulbophyllum cyanotriche J.J.Verm. 1996
- Bulbophyllum cyclanthum Schltr. 1916
- Bulbophyllum cycloglossum Schltr. 1913
- Bulbophyllum cyclopense J.J.Sm. 1912
- Bulbophyllum cyclophoroides J.J.Sm. 1928
- Bulbophyllum cyclophyllum Schltr. 1913
- Bulbophyllum cylindraceum Wall. ex Lindl. 1830: Cylindrical Bulbophyllum
- Bulbophyllum cylindricum King 1895
- Bulbophyllum cylindrobulbum Schltr. in K.M.Schumann & C.A.G.Lauterbach 1905
- Bulbophyllum cylindrocarpum Frapp. ex Cordem. 1895
  - Bulbophyllum cylindrocarpum var. andringitrense Bosser 2000
  - Bulbophyllum cylindrocarpum var. aurantiacum Frapp. ex Cordem. 1895
  - Bulbophyllum cylindrocarpum var. cylindrocarpum
  - Bulbophyllum cylindrocarpum var. olivaceum Frapp. ex Cordem. 1895

### D
- Bulbophyllum dagamense Ames 1915
- Bulbophyllum dalatense Gagnep. 1930
- Bulbophyllum danii Perez-Vera 2003
- Bulbophyllum dasypetalum Rolfe ex Ames 1905
- Bulbophyllum dasyphyllum Schltr. 1913
- Bulbophyllum dawongense J.J.Sm. 1934
- Bulbophyllum dayanum Rchb.f. 1865: Day's Bulbophyllum
- Bulbophyllum dearei (Rchb.f.) Rchb.f. 1888: Deare's Bulbophyllum
- Bulbophyllum debile Bosser (1989 publ. 1990).
- Bulbophyllum debrincatiae J.J.Verm. 2002
- Bulbophyllum debruynii J.J.Sm. 1929
- Bulbophyllum decarhopalon Schltr. 1913
- Bulbophyllum decaryanum H.Perrier 1937: Decary's Bulbophyllum
- Bulbophyllum decatriche J.J.Verm. 1991
- Bulbophyllum deceptum Ames 1915
- Bulbophyllum decumbens Schltr. 1913
- Bulbophyllum decurrentilobum J.J.Verm. & P.O'Byrne 2003
- Bulbophyllum decurviscapum J.J.Sm. 1932: Pendant Bulbophyllum
- Bulbophyllum decurvulum Schltr. 1912
- Bulbophyllum dekockii J.J.Sm. 1911
- Bulbophyllum delicatulum Schltr. 1911
- Bulbophyllum delitescens Hance 1876
- Bulbophyllum deltoideum Ames & C.Schweinf. in O.Ames 1920
- Bulbophyllum deminutum J.J.Sm. 1927
- Bulbophyllum dempoense J.J.Sm. 1920
- Bulbophyllum dendrobioides J.J.Sm. 1913
- Bulbophyllum dendrochiloides Schltr. 1913
- Bulbophyllum dennisii J.J.Wood 1983: Dennis' Bulbophyllum
- Bulbophyllum densibulbum W.Kittr. (1984 publ. [1985).
- Bulbophyllum densifolium Schltr. 1913
- Bulbophyllum densum Thouars 1822
- Bulbophyllum denticulatum Rolfe 1891
- Bulbophyllum dentiferum Ridl. 1915
- Bulbophyllum dependens Schltr. 1913
- Bulbophyllum depressum King & Pantl. 1897
- Bulbophyllum desmanthum Tuyama 1940
- Bulbophyllum desmotrichoides Schltr. 1913
- Bulbophyllum devium J.B.Comber 1990
- Bulbophyllum devogelii J.J.Verm. 1991
- Bulbophyllum dewildei J.J.Verm. 1996
- Bulbophyllum dhaninivatii Seidenf. 1965
- Bulbophyllum dianthum Schltr. 1911
- Bulbophyllum dibothron J.J.Verm. & A.L.Lamb 1994
- Bulbophyllum dichaeoides Schltr. 1913
- Bulbophyllum dichilus Schltr. 1913
- Bulbophyllum dichotomum J.J.Sm. 1908
- Bulbophyllum dickasonii Seidenf. 1979
- Bulbophyllum dictyoneuron Schltr. 1913
- Bulbophyllum didymotropis Seidenf. 1979
- Bulbophyllum digoelense J.J.Sm. 1911
- Bulbophyllum diplantherum Carr 1932
- Bulbophyllum diploncos Schltr. 1911
- Bulbophyllum dischidiifolium J.J.Sm. 1909
- Bulbophyllum dischorense Schltr. 1913
- Bulbophyllum discilabium H.Perrier 1951
- Bulbophyllum discolor Schltr. 1913
  - Bulbophyllum discolor subsp. cubitale J.J.Verm. 1993
  - Bulbophyllum discolor subsp. discolor: Decorated-heart Bulbophyllum
- Bulbophyllum disjunctum Ames & C.Schweinf. in O.Ames 1920
- Bulbophyllum dissitiflorum Seidenf. 1979
- Bulbophyllum dissolutum Ames, Philipp. J. Sci., C 8: 4249 (1913 publ. 1914).
- Bulbophyllum distichobulbum P.J.Cribb 1995
- Bulbophyllum distichum Schltr. 1913
- Bulbophyllum divaricatum H.Perrier 1937
- Bulbophyllum djamuense Schltr. 1913
- Bulbophyllum dolabriforme J.J.Verm. 1987
- Bulbophyllum dolichoblepharon (Schltr.) J.J.Sm. 1912
- Bulbophyllum dolichoglottis Schltr. 1912
- Bulbophyllum doryphoroide Ames 1915
- Bulbophyllum dracunculus J.J.Verm. 2000
- Bulbophyllum dransfieldii J.J.Verm. 1991
- Bulbophyllum drepanosepalum J.J.Verm. & P.O'Byrne 1993
- Bulbophyllum dryadum Schltr. 1913
- Bulbophyllum dryas Ridl. 1915
- Bulbophyllum drymoglossum Maxim. 1887
- Bulbophyllum dschischungarense Schltr. 1913
- Bulbophyllum dubium J.J.Sm. 1909
- Bulbophyllum dunstervillei Garay 1976
- Bulbophyllum dusenii Kraenzl. 1911

### E
- Bulbophyllum ebracteolatum Kraenzl. 1916
- Bulbophyllum ebulbe Schltr. in K.M.Schumann & C.A.G.Lauterbach 1905
- Bulbophyllum echinochilum Kraenzl. 1921: Hedgehog-like Lip Bulbophyllum
- Bulbophyllum echinolabium J.J.Sm. 1934: Hedgehog-shaped Lip Bulbophyllum
- Bulbophyllum echinulus Seidenf. 1982:
- Bulbophyllum eciliatum Schltr. 1913
- Bulbophyllum ecornutum (J.J.Sm.) J.J.Sm. 1914: Hornless Bulbophyllum
- Bulbophyllum edentatum H.Perrier 1937
- Bulbophyllum elachanthe J.J.Verm. 1991
- Bulbophyllum elaphoglossum Schltr. 1911
- Bulbophyllum elasmatopus Schltr. in K.M.Schumann & C.A.G.Lauterbach 1905
- Bulbophyllum elassoglossum Siegerist 1991
- Bulbophyllum elassonotum Summerh. 1935: Minuscule Nodes Bulbophyllum
- Bulbophyllum elatum (Hook.f.) J.J.Sm. 1912
- Bulbophyllum elbertii J.J.Sm. 1914
- Bulbophyllum electrinum Seidenf. (1973 publ. 1974).
- Bulbophyllum elegans Gardner ex Thwaites 1861
- Bulbophyllum elegantius Schltr. 1913
- Bulbophyllum elegantulum (Rolfe) J.J.Sm. 1912
- Bulbophyllum elephantinum J.J.Sm. 1913
- Bulbophyllum elevatopunctatum J.J.Sm. 1920: Raised Dot Bulbophyllum
- Bulbophyllum elisae (F.Muell.) Benth. 1871: Pineapple Orchid
- Bulbophyllum elliae Rchb.f. in W.G.Walpers 1861
- Bulbophyllum elliottii Rolfe 1891
- Bulbophyllum ellipticifolium J.J.Sm. 1935
- Bulbophyllum ellipticum Schltr. 1913
- Bulbophyllum elmeri Ames 1912
- Bulbophyllum elodeiflorum J.J.Sm. 1912
- Bulbophyllum elongatum (Blume) Hassk. 1844
- Bulbophyllum emarginatum (Finet) J.J.Sm. 1912
- Bulbophyllum emiliorum Ames & Quisumb. 1931: Emilio's Bulbophyllum
- Bulbophyllum encephalodes Summerh. 1951
- Bulbophyllum endotrachys Schltr. 1913
- Bulbophyllum ensiculferum J.J.Sm. 1929
- Bulbophyllum entomonopsis J.J.Verm. & P.O'Byrne 1993
- Bulbophyllum epapillosum Schltr. 1913
- Bulbophyllum epibulbon Schltr. 1913
- Bulbophyllum epicranthes Hook.f. 1890
  - Bulbophyllum epicranthes var. epicranthes
  - Bulbophyllum epicranthes var. sumatranum (J.J.Sm.) J.J.Verm. 1982
- Bulbophyllum epiphytum Barb.Rodr. 1877
- Bulbophyllum erectum Thouars 1822
- Bulbophyllum erinaceum Schltr. 1913
- Bulbophyllum erioides Schltr. in K.M.Schumann & C.A.G.Lauterbach 1905
- Bulbophyllum erosipetalum C.Schweinf. 1951
- Bulbophyllum erratum Ames 1922
- Bulbophyllum erythroglossum Bosser 2000
- Bulbophyllum erythrostachyum Rolfe 1903
- Bulbophyllum erythrostictum Ormerod (2005)
- Bulbophyllum escritorii Ames 1915
- Bulbophyllum eublepharum Rchb.f. in W.G.Walpers 1861
- Bulbophyllum evansii M.R.Hend. 1927: Evans' Bulbophyllum
- Bulbophyllum evasum T.E.Hunt & Rupp 1950
- Bulbophyllum evrardii Gagnep. 1930: Evrard's Bulbophyllum
- Bulbophyllum exaltatum Lindl. 1842
- Bulbophyllum exasperatum Schltr. 1913
- Bulbophyllum exiguiflorum Schltr. 1913
- Bulbophyllum exiguum F.Muell. 1860: Insignificant Bullbophyllum
- Bulbophyllum exile Ames 1908
- Bulbophyllum exilipes Schltr. 1913
- Bulbophyllum expallidum J.J.Verm. 1984
- Bulbophyllum exquisitum Ames 1923

### F
- Bulbophyllum facetum Garay, Hamer & Siegerist 1996
- Bulbophyllum falcatocaudatum J.J.Sm. 1914
- Bulbophyllum falcatum (Lindl.) Rchb.f. in W.G.Walpers 1861
  - Bulbophyllum falcatum var. bufo (Lindl.) Govaerts 1996: Sickle-shaped Leaf Bulbophyllum
  - Bulbophyllum falcatum var. falcatum
  - Bulbophyllum falcatum var. velutinum (Lindl.) J.J.Verm. 1992
- Bulbophyllum falcibracteum Schltr. 1923
- Bulbophyllum falciferum J.J.Sm. 1910: Rust-red Sickle Bulbophyllum, Twisted-petal Bulbophyllum
- Bulbophyllum falcifolium Schltr. 1913
- Bulbophyllum falcipetalum Lindl. 1862
- Bulbophyllum falculicorne J.J.Sm. 1945
- Bulbophyllum fallax Rolfe 1889
- Bulbophyllum farinulentum J.J.Sm. 1920
  - Bulbophyllum farinulentum subsp. densissimum (Carr) J.J.Verm. 2002
- Bulbophyllum farreri (W.W.Sm.) Seidenf. (1973 publ. 1974).
- Bulbophyllum fasciatum Schltr. 1912
- Bulbophyllum fasciculatum Schltr. 1913
- Bulbophyllum fasciculiferum Schltr. 1923
- Bulbophyllum fascinator (Rolfe) Rolfe 1908
- Bulbophyllum faunula Ridl. 1916
- Bulbophyllum fayi J.J.Verm. 1992
- Bulbophyllum fendlerianum sp. n.[1]
- Bulbophyllum fenixii Ames, Philipp. J. Sci., C 8: 430 (1913 publ. 1914).
- Bulbophyllum ferkoanum Schltr. 1918
- Bulbophyllum fibratum (Gagnep.) T.B.Nguyen & D.H.Duong in T.B.Nguyen (ed.) 1984
- Bulbophyllum fibrinum J.J.Sm. 1913
- Bulbophyllum filamentosum Schltr. 1913
- Bulbophyllum filicaule J.J.Sm. 1913
- Bulbophyllum filicaule f. filicaule.
- Bulbophyllum filicaule f. flavescens J.J.Sm. 1916
- Bulbophyllum filicoides Ames 1923
- Bulbophyllum filifolium Borba & E.C.Smidt 2004
- Bulbophyllum filovagans Carr 1933
- Bulbophyllum fimbriatum (Lindl.) Rchb.f. in W.G.Walpers 1861
- Bulbophyllum finisterrae Schltr. 1913
- Bulbophyllum fischeri Seidenf. (1973 publ. 1974): Fischer's Bulbophyllum
- Bulbophyllum fissibrachium J.J.Sm. 1927
- Bulbophyllum fissipetalum Schltr. 1913
- Bulbophyllum flabellum-veneris (J.König) Aver. 2003
- Bulbophyllum flagellare Schltr. 1913
- Bulbophyllum flammuliferum Ridl. 1898: Flame-carrying Bulbophyllum
- Bulbophyllum flavescens (Blume) Lindl. 1830
- Bulbophyllum flavicolor J.J.Sm. 1929
- Bulbophyllum flavidiflorum Carr 1933
- Bulbophyllum flavofimbriatum J.J.Sm. 1931
- Bulbophyllum flavorubellum J.J.Verm. & P.O'Byrne 2003
- Bulbophyllum flavum Schltr. 1913
- Bulbophyllum fletcherianum Rolfe 1911: Fletcher's Bulbophyllum, Spies' Bulbophyllum
- Bulbophyllum flexuosum Schltr. 1913
- Bulbophyllum floribundum J.J.Sm. 1912
- Bulbophyllum florulentum Schltr. 1924
- Bulbophyllum foetidilabrum Ormerod 2001
- Bulbophyllum foetidolens Carr 1930: Rotten-smelling Bulbophyllum
- Bulbophyllum foetidum Schltr. 1913: Stinking Bulbophyllum
  - Bulbophyllum foetidum var. foetidum
  - Bulbophyllum foetidum var. grandiflorum J.J.Sm. 1929
- Bulbophyllum folliculiferum J.J.Sm. 1914
- Bulbophyllum fonsflorum J.J.Verm. 1990
- Bulbophyllum foraminiferum J.J.Verm. 1996
- Bulbophyllum forbesii Schltr. 1913
- Bulbophyllum fordii (Rolfe) J.J.Sm. 1912
- Bulbophyllum formosanum (Rolfe) K.Nakaj. 1973
- Bulbophyllum formosum Schltr. 1912
- Bulbophyllum forrestii Seidenf. (1973 publ. 1974).
- Bulbophyllum forsythianum Kraenzl. 1899
- Bulbophyllum fractiflexum J.J.Sm. 1908: Fractiflex Bulbophyllum
  - Bulbophyllum fractiflexum subsp. fractiflexum
  - Bulbophyllum fractiflexum subsp. solomonense J.J.Verm. & B.A.Lewis 1991
- Bulbophyllum francoisii H.Perrier 1937
  - Bulbophyllum francoisii var. andrangense (H.Perrier) Bosser 1965
  - Bulbophyllum francoisii var. francoisii
- Bulbophyllum frappieri Schltr. 1915
- Bulbophyllum fraudulentum Garay, Hamer & Siegerist 1996: Fraudulent Bulbophyllum
- Bulbophyllum fritillariiflorum J.J.Sm. 1912: Fritillaria-like Bulbophyllum
- Bulbophyllum frostii Summerh. 1928
- Bulbophyllum frustrans J.J.Sm. 1911
- Bulbophyllum fruticicola Schltr. in K.M.Schumann & C.A.G.Lauterbach 1905
- Bulbophyllum fukuyamae Tuyama 1941
- Bulbophyllum fulgens J.J.Verm. 1996
- Bulbophyllum fulvibulbum J.J.Verm. 1991
- Bulbophyllum funingense Z.H.Tsi & H.C.Chen 1981
- Bulbophyllum furcatum Aver. 2003
- Bulbophyllum furcillatum J.J.Verm. & P.O'Byrne 2003
- Bulbophyllum fuscatum Schltr. 1913
- Bulbophyllum fusciflorum Schltr. 1913
- Bulbophyllum fuscopurpureum Wight 1851
- Bulbophyllum fuscum Lindl. 1839
  - Bulbophyllum fuscum var. fuscum
  - Bulbophyllum fuscum var. melinostachyum (Schltr.) J.J.Verm. 1986
- Bulbophyllum futile J.J.Sm. 1908

### G
- Bulbophyllum gadgarrense Rupp 1949: Gadgar Bulbophyllum
- Bulbophyllum gajoense J.J.Sm. 1943
- Bulbophyllum galactanthum Schltr. 1921
- Bulbophyllum galliaheneum P.Royen 1979
- Bulbophyllum gamblei (Hook.f.) Hook.f. 1890: Gamble's Bulbophyllum
- Bulbophyllum gautierense J.J.Sm. 1912
- Bulbophyllum gemma-reginae J.J.Verm. 1996
- Bulbophyllum geniculiferum J.J.Sm. 1912
- Bulbophyllum geraense Rchb.f. in W.G.Walpers 1864
- Bulbophyllum gerlandianum Kraenzl. 1886
- Bulbophyllum gibbolabium Seidenf. 1979: Hump-lipped Bulbophyllum
- Bulbophyllum gibbosum (Blume) Lindl. 1830: Humped Bulbophyllum
- Bulbophyllum gibbsiae Rolfe 1914
- Bulbophyllum gilgianum Kraenzl. 1899
- Bulbophyllum gilvum J.J.Verm. & A.L.Lamb 1994
- Bulbophyllum gimagaanense Ames 1912
- Bulbophyllum giriwoense J.J.Sm. 1914
- Bulbophyllum gjellerupii J.J.Sm. 1929
- Bulbophyllum glabrum Schltr. 1913
- Bulbophyllum gladiatum Lindl. 1842
- Bulbophyllum glanduliferum Schltr. 1913
- Bulbophyllum glandulosum Ames 1923
- Bulbophyllum glaucifolium J.J.Verm. 1991
- Bulbophyllum glaucum Schltr. 1913
- Bulbophyllum globiceps Schltr. in K.M.Schumann & C.A.G.Lauterbach 1905
  - Bulbophyllum globiceps var. boloboense Schltr. 1913
  - Bulbophyllum globiceps var. globiceps
- Bulbophyllum globuliforme Nicholls 1938 (synonym Oncophyllum globuliforme (Nicholls) D.L.Jones & M.A.Clem. 2001): Globe-shaped Bulbophyllum
- Bulbophyllum globulosum (Ridl.) Schuit. & de Vogel 2003
- Bulbophyllum globulosum (Ridl.) Schuit. & de Vogel 2003
- Bulbophyllum globulus Hook.f. 1890
- Bulbophyllum glutinosum (Barb.Rodr.) Cogn. in C.F.P.von Martius 1902
- Bulbophyllum gnomoniferum Ames 1908
- Bulbophyllum gobiense Schltr. 1912
- Bulbophyllum goebelianum Kraenzl. 1921
- Bulbophyllum goliathense J.J.Sm. 1911
- Bulbophyllum gomesii Fraga 1999
- Bulbophyllum gomphreniflorum J.J.Sm. 1918
- Bulbophyllum gongshanense Z.H.Tsi 1981
- Bulbophyllum gracile Thouars 1822
- Bulbophyllum gracilicaule W.Kittr. 1984 publ. 1985.
- Bulbophyllum gracilipes King & Pantl. 1896
- Bulbophyllum graciliscapum Schltr. in K.M.Schumann & C.A.G.Lauterbach 1905
- Bulbophyllum gracillimum (Rolfe) Rolfe 1907: Graceful Bulbophyllum
- Bulbophyllum gramineum Ridl. 1916
- Bulbophyllum grammopoma J.J.Verm. 1991
- Bulbophyllum grandiflorum Blume 1849
- Bulbophyllum grandifolium Schltr. 1913
- Bulbophyllum grandilabre Carr 1932
- Bulbophyllum grandimesense B.Gray & D.L.Jones 1989
- Bulbophyllum granulosum Barb.Rodr. 1877
- Bulbophyllum graveolens (F.M.Bailey) J.J.Sm. 1912
- Bulbophyllum gravidum Lindl. 1862
- Bulbophyllum griffithii (Lindl.) Rchb.f. in W.G.Walpers 1861: Griffith's Bulbophyllum
- Bulbophyllum groeneveldtii J.J.Sm. 1920
- Bulbophyllum grotianum J.J.Verm. 2002
- Bulbophyllum grudense J.J.Sm. 1905
- Bulbophyllum guamense Ames 1914
- Bulbophyllum gusdorfii J.J.Sm. 1917
- Bulbophyllum guttatum Schltr. 1913
- Bulbophyllum guttifilum Seidenf. 1996
- Bulbophyllum guttulatum (Hook.f.) N.P.Balakr. 1970: Small-spotted Bulbophyllum
- Bulbophyllum gyaloglossum J.J.Verm. 1993
- Bulbophyllum gymnopus Hook.f. 1890
- Bulbophyllum gyrochilum Seidenf. 1979

### H
- Bulbophyllum habbemense P.Royen 1979
- Bulbophyllum habrotinum J.J.Verm. & A.L.Lamb 1994
- Bulbophyllum hahlianum Schltr. in K.M.Schumann & C.A.G.Lauterbach 1905
- Bulbophyllum hainanense Z.H.Tsi 1981
- Bulbophyllum halconense Ames 1907
- Bulbophyllum hamadryas Schltr. 1913
  - Bulbophyllum hamadryas var. hamadryas
  - Bulbophyllum hamadryas var. orientale Schltr. 1913
- Bulbophyllum hamatipes J.J.Sm. 1918
- Bulbophyllum hamelinii W.Watson 1893
- Bulbophyllum haniffii Carr 1932
- Bulbophyllum hans-meyeri J.J.Wood 1981
- Bulbophyllum hapalanthos Garay 1999
- Bulbophyllum harposepalum Schltr. 1913
- Bulbophyllum hashimotoi T.Yukawa & K.Karas. 1997
- Bulbophyllum hassallii Kores 1989
- Bulbophyllum hastiferum Schltr. 1911
- Bulbophyllum hatusimanum Tuyama 1940
- Bulbophyllum heldiorum J.J.Verm. 1991
- Bulbophyllum helenae (Kuntze) J.J.Sm. 1912
- Bulbophyllum heliophilum J.J.Sm. 1929
- Bulbophyllum helix Schltr. 1913
- Bulbophyllum hellwigianum Kraenzl. ex Warb. 1893
- Bulbophyllum hemiprionotum J.J.Verm. & A.L.Lamb 1994
- Bulbophyllum henanense J.L.Lu 1992
- Bulbophyllum henrici Schltr. 1924
- Bulbophyllum herbula Frapp. ex Cordem. 1895
- Bulbophyllum heteroblepharon Schltr. 1913
- Bulbophyllum heterorhopalon Schltr. 1913
- Bulbophyllum heterosepalum Schltr. 1913
- Bulbophyllum hexarhopalon Schltr. 1906
- Bulbophyllum hexurum Schltr. 1913
- Bulbophyllum hians Schltr. 1913
  - Bulbophyllum hians var. alticola Schltr. 1913
  - Bulbophyllum hians var. hians
- Bulbophyllum hiepii Aver. 1992
- Bulbophyllum hildebrandtii Rchb.f. 1881
- Bulbophyllum hiljeae J.J.Verm. 1991
- Bulbophyllum hirsutissimum Kraenzl. 1912
- Bulbophyllum hirsutiusculum H.Perrier 1937
- Bulbophyllum hirsutum (Blume) Lindl. 1830: Shaggy Bulbophyllum
- Bulbophyllum hirtulum Ridl. 1900
- Bulbophyllum hirtum (Sm.) Lindl. 1830: Bristly Bulbophyllum, Kerr's Bulbophyllum
- Bulbophyllum hirudiniferum J.J.Verm. 1982
- Bulbophyllum hirundinis (Gagnep.) Seidenf. (1973 publ. 1974): Swallow-shaped Bulbophyllum
- Bulbophyllum hispidum Ridl. 1897
- Bulbophyllum hodgsonii M.R.Hend. 1927
- Bulbophyllum hollandianum J.J.Sm. 1913
- Bulbophyllum holochilum J.J.Sm. 1912
  - Bulbophyllum holochilum var. aurantiacum J.J.Sm. 1916
  - Bulbophyllum holochilum var. holochilum
  - Bulbophyllum holochilum var. pubescens J.J.Sm. 1916
- Bulbophyllum horizontale Bosser 1965
- Bulbophyllum horridulum J.J.Verm. 1986
- Bulbophyllum hovarum Schltr. 1924
- Bulbophyllum howcroftii Garay, Hamer & Siegerist 1995: Howcroft's Bulbophyllum
- Bulbophyllum hoyifolium J.J.Verm. 1993
- Bulbophyllum humbertii Schltr. 1922
- Bulbophyllum humblotii Rolfe 1891
- Bulbophyllum humile Schltr. 1913
- Bulbophyllum humiligibbum J.J.Sm. 1927
- Bulbophyllum hyalinum Schltr. 1924
- Bulbophyllum hydrophilum J.J.Sm. 1905
- Bulbophyllum hymenanthum Hook.f. 1890
- Bulbophyllum hymenobracteum Schltr. in K.M.Schumann & C.A.G.Lauterbach 1905
  - Bulbophyllum hymenobracteum var. giriwoense J.J.Sm. 1916
  - Bulbophyllum hymenobracteum var. hymenobracteum
- Bulbophyllum hymenochilum Kraenzl. 1904: Diamond-shaped Petal Bulbophyllum
- Bulbophyllum hystricinum Schltr. 1913

### I
- Bulbophyllum ialibuense Ormerod 2002
- Bulbophyllum iboense Schltr. 1913
- Bulbophyllum icteranthum Schltr. 1913
- Bulbophyllum idenburgense J.J.Sm. 1929
- Bulbophyllum igneum J.J.Sm. 1913
- Bulbophyllum ignevenosum Carr 1930
- Bulbophyllum ignobile J.J.Sm. 1934
- Bulbophyllum ikongoense H.Perrier 1937
- Bulbophyllum illecebrum J.J.Verm. & P.O'Byrne 2003
- Bulbophyllum illudens Ridl. 1917
- Bulbophyllum imbricans J.J.Sm. 1912

- Bulbophyllum imbricatum Lindl. 1841: Imbricate Bulbophyllum
- Bulbophyllum imerinense Schltr. 1925
- Bulbophyllum imitator J.J.Verm. 1992
- Bulbophyllum impar Ridl. 1917
- Bulbophyllum inaequale (Blume) Lindl. 1830
- Bulbophyllum inaequisepalum Schltr. 1923
- Bulbophyllum inauditum Schltr. 1913
- Bulbophyllum incarum Kraenzl. 1905: Incan Bulbophyllum
- Bulbophyllum inciferum J.J.Verm. 1993
- Bulbophyllum incisilabrum J.J.Verm. & P.O'Byrne 2003
- Bulbophyllum inclinatum J.J.Sm. 1935
- Bulbophyllum incommodum Kores 1989
- Bulbophyllum inconspicuum Maxim. 1887: Inconspicuous Bulbophyllum
- Bulbophyllum incumbens Schltr. 1913
- Bulbophyllum incurvum Thouars 1822
- Bulbophyllum iners Rchb.f. 1880
- Bulbophyllum infundibuliforme J.J.Sm. 1900: Garup Bulbophyllum, Trumpet-shaped Bulbophyllum
- Bulbophyllum injoloense De Wild. 1916
  - Bulbophyllum injoloense subsp. injoloense
  - Bulbophyllum injoloense subsp. pseudoxypterum (J.J.Verm.) J.J.Verm. 1986
- Bulbophyllum inops Rchb.f. 1880
- Bulbophyllum inornatum J.J.Verm. 1987
- Bulbophyllum inquirendum J.J.Verm. 1993
- Bulbophyllum insectiferum Barb.Rodr. 1882
- Bulbophyllum insolitum Bosser 1971
- Bulbophyllum insulsum (Gagnep.) Seidenf. (1973 publ. 1974).
- Bulbophyllum intermedium F.M.Bailey 1901
- Bulbophyllum intersitum J.J.Verm. 1993
- Bulbophyllum intertextum Lindl. 1862
- Bulbophyllum intricatum Seidenf. 1979: Intricate Bulbophyllum
- Bulbophyllum inunctum J.J.Sm. 1906
- Bulbophyllum inversum Schltr. 1913
- Bulbophyllum invisum Ames 1922
- Bulbophyllum involutum Borba. Semir & F.Barros 1998
- Bulbophyllum ionophyllum J.J.Verm. 1991
- Bulbophyllum ipanemense Hoehne 1938: Ipanema Bulbophyllum
- Bulbophyllum ischnopus Schltr. in K.M.Schumann & C.A.G.Lauterbach 1905
  - Bulbophyllum ischnopus var. ischnopus
  - Bulbophyllum ischnopus var. rhodoneuron Schltr. 1913
- Bulbophyllum iterans J.J.Verm. & P.O'Byrne 2003
- Bulbophyllum ivorense P.J.Cribb & Perez-Vera 1975

### J
- Bulbophyllum jaapii Szlach. & Olszewski 2001
- Bulbophyllum jamaicense Cogn. 1909
- Bulbophyllum janus J.J.Verm. 2002
- Bulbophyllum japonicum (Makino) Makino 1910: Japanese Bulbophyllum
- Bulbophyllum jensenii J.J.Sm. 1926
- Bulbophyllum jiewhoei J.J.Verm. & P.O'Byrne 2000
- Bulbophyllum johannis H.Wendl. & Kraenzl. 1894
- Bulbophyllum johannulii J.J.Verm. 1982
- Bulbophyllum johnsonii T.E.Hunt 1950: Johnson's Bulbophyllum
- Bulbophyllum jolandae J.J.Verm. 1991
- Bulbophyllum josephi (Kuntze) Summerh. 1945
  - Bulbophyllum josephi var. josephi
  - Bulbophyllum josephi var. mahonii (Rolfe) J.J.Verm. 1986
- Bulbophyllum jumellianum Schltr. 1913

### K
- Bulbophyllum kainochiloides H.Perrier 1937
- Bulbophyllum kaitiense Rchb.f. in W.G.Walpers 1861
- Bulbophyllum kanburiense Seidenf. 1970
- Bulbophyllum kaniense Schltr. 1913
- Bulbophyllum kauloense Schltr. 1913
- Bulbophyllum kautskyi Toscano 2000
- Bulbophyllum keekee N.Hall 1977
- Bulbophyllum kegelii Hamer & Garay (1995 publ. 1997).
- Bulbophyllum kelelense Schltr. 1913
- Bulbophyllum kempfii Schltr. 1921
- Bulbophyllum kemulense J.J.Sm. 1931
- Bulbophyllum kenae J.J.Verm. 1993
- Bulbophyllum kenejiense W.Kittr. (1984 publ. 1985).
- Bulbophyllum keralense M.Kumar & Sequiera 2001
- Bulbophyllum kermesinum Ridl. 1889
- Bulbophyllum kestron J.J.Verm. & A.L.Lamb 1988
- Bulbophyllum kettredgei (Garay, Hamer & Siegerist) J.J.Verm. 1996
- Bulbophyllum khaoyaiense Seidenf. 1970
- Bulbophyllum khasyanum Griff. 1851
- Bulbophyllum kieneri Bosser 1971
- Bulbophyllum kirroanthum Schltr. 1911
- Bulbophyllum kivuense J.J.Verm. 1986
- Bulbophyllum kjellbergii J.J.Sm. 1933
- Bulbophyllum klabatense Schltr. 1911
- Bulbophyllum klossii Ridl. 1916
- Bulbophyllum kontumense Gagnep. 1950
- Bulbophyllum korimense J.J.Sm. 1929
- Bulbophyllum korinchense Ridl. 1917
- Bulbophyllum korthalsii Schltr. 1907
- Bulbophyllum kupense P.J.Cribb & B.J.Pollard 2004
- Bulbophyllum kusaiense Tuyama 1940
- Bulbophyllum kwangtungense Schltr. 1924

### L
- Bulbophyllum labatii Bosser 2004
- Bulbophyllum laciniatum (Barb.Rodr.) Cogn. in C.F.P.von Martius 1902: Small-tipped Bulbophyllum
- Bulbophyllum lacinulosum J.J.Sm. 1927
- Bulbophyllum laetum J.J.Verm. 1996
- Bulbophyllum lageniforme F.M.Bailey 1904
- Bulbophyllum lakatoense Bosser 1969
- Bulbophyllum lambii J.J.Verm. 1991
- Bulbophyllum lamelluliferum J.J.Sm. 1913
- Bulbophyllum lamii J.J.Sm. 1929
- Bulbophyllum lamingtonense D.L.Jones 1993
- Bulbophyllum lancifolium Ames 1912
- Bulbophyllum lancilabium Ames 1915
- Bulbophyllum lancipetalum Ames 1912
- Bulbophyllum lancisepalum H.Perrier 1938
- Bulbophyllum languidum J.J.Sm. 1922
- Bulbophyllum lanuginosum J.J.Verm. 2002
- Bulbophyllum laoticum Gagnep. 1930: Laotian Bulbophyllum
- Bulbophyllum lasianthum Lindl. 1855
- Bulbophyllum lasiochilum C.S.P.Parish & Rchb.f. 1874:Shaggy-lipped Bulbophyllum
- Bulbophyllum lasioglossum Rolfe ex Ames 1905
- Bulbophyllum lasiopetalum Kraenzl. 1916
- Bulbophyllum latibrachiatum J.J.Sm. 1908
  - Bulbophyllum latibrachiatum var. epilosum J.J.Sm. 1913
  - Bulbophyllum latibrachiatum var. latibrachiatum
- Bulbophyllum latipes J.J.Sm. 1935
- Bulbophyllum latipetalum H.Perrier 1951
- Bulbophyllum latisepalum Ames & C.Schweinf. in O.Ames 1920
- Bulbophyllum laxiflorum (Blume) Lindl. 1830
- Bulbophyllum laxum Schltr. in K.M.Schumann & C.A.G.Lauterbach 1905
- Bulbophyllum leandrianum H.Perrier 1937
- Bulbophyllum lecouflei Bosser 1989
- Bulbophyllum ledungense Tang & F.T.Wang 1974
- Bulbophyllum lehmannianum Kraenzl. 1899
- Bulbophyllum leibergii Ames & Rolfe in O.Ames 1915
- Bulbophyllum lemnifolium Schltr. 1913
- Bulbophyllum lemniscatoides Rolfe 1890: Lemniscatum-like Bulbophyllum
  - Bulbophyllum lemniscatoides var. exappendiculatum 1920
  - Bulbophyllum lemniscatoides var. lemniscatoides
- Bulbophyllum lemniscatum C.S.P.Parish ex Hook.f. 1872: Tape-decorated Bulbophyllum
- Bulbophyllum lemurense Bosser & P.J.Cribb in D.J.Du Puy & al. 1999
- Bulbophyllum leniae J.J.Verm. 1991
- Bulbophyllum leonii Kraenzl. 1899
- Bulbophyllum leontoglossum Schltr. 1913
- Bulbophyllum leopardinum (Wall.) Lindl. in N.Wallich 1829: Leopard-spotted Bulbophyllum
  - Bulbophyllum leopardinum var. leopardinum
  - Bulbophyllum leopardinum var. tuberculatum N.P.Balakr. & Sud.Chowdhury 1967
- Bulbophyllum lepantense Ames 1912
- Bulbophyllum lepanthiflorum Schltr. 1913: Lepanthes-like Bulbophyllum
- Bulbophyllum leproglossum J.J.Verm. & A.L.Lamb 1988
- Bulbophyllum leptanthum Hook.f. 1890
- Bulbophyllum leptobulbon J.J.Verm. 1996
- Bulbophyllum leptocaulon Kraenzl. 1916
- Bulbophyllum leptochlamys Schltr. 1924
- Bulbophyllum leptoleucum Schltr. 1913
- Bulbophyllum leptophyllum W.Kittr. (1984 publ. 1985).
- Bulbophyllum leptopus Schltr. in K.M.Schumann & C.A.G.Lauterbach 1905
- Bulbophyllum leptosepalum Hook.f. 1890
- Bulbophyllum leptostachyum Schltr. 1922
- Bulbophyllum leucorhodum Schltr. 1913
- Bulbophyllum leucothyrsus Schltr. 1913: White-flowered Bunch Bulbophyllum
- Bulbophyllum levanae Ames 1915: Levan's Bulbophyllum
  - Bulbophyllum levanae var. giganteum Quisumb. & C.Schweinf. 1953
  - Bulbophyllum levanae var. levanae: Triangular-sepal Bulbophyllum
- Bulbophyllum levatii Kraenzl. 1929
  - Bulbophyllum levatii subsp. levatii
  - Bulbophyllum levatii subsp. mischanthum J.J.Verm. 1993
- Bulbophyllum leve Schltr. 1913
- Bulbophyllum levidense J.J.Sm. 1929
- Bulbophyllum levinei Schltr. 1924
- Bulbophyllum levyae Garay, Hamer & Siegerist 1995: Levy's Bulbophyllum
- Bulbophyllum lewisense B.Gray & D.L.Jones 1989: Lewis Bulbophyllum
- Bulbophyllum leytense Ames 1915
- Bulbophyllum lichenoides Schltr. 1913
- Bulbophyllum lichenophylax Schltr. 1924
- Bulbophyllum ligulatum W.Kittr. (1984 publ. 1985).
- Bulbophyllum ligulifolium J.J.Sm. 1934
- Bulbophyllum lilacinum Ridl. 1897: Lilac Bulbophyllum
- Bulbophyllum lilianae Rendle 1917: Lilian's Bulbophyllum
- Bulbophyllum limbatum Lindl. 1840
- Bulbophyllum lindleyanum Griff. 1851: Lindley's Bulbophyllum
- Bulbophyllum lineare Frapp. ex Cordem. 1895
- Bulbophyllum lineariflorum J.J.Sm. 1911
- Bulbophyllum linearifolium King & Pantl. 1897
- Bulbophyllum linearilabium J.J.Sm. 1912
- Bulbophyllum lineariligulatum Schltr. 1924
- Bulbophyllum lineatum (Teijsm. & Binn.) J.J.Sm. 1912
- Bulbophyllum lineolatum Schltr. 1913
- Bulbophyllum linggense J.J.Sm. 1922
- Bulbophyllum lingulatum Rendle 1921
- Bulbophyllum lingulatum f. lingulatum
- Bulbophyllum lingulatum f. microphyton (Guillaumin) N.Hall 1977
- Bulbophyllum liparidioides Schltr. 1924
- Bulbophyllum lipense Ames 1923
- Bulbophyllum lissoglossum J.J.Verm. 1991: Smooth-lipped Bulbophyllum
- Bulbophyllum lizae J.J.Verm. 1984
- Bulbophyllum lobbii Lindl. 1847: Lobb's Bulbophyllum, Thailand Bulbophyllum, Sumatran Bulbophyllum

- Bulbophyllum loherianum (Kraenzl.) Ames in E.D.Merrill 1925
- Bulbophyllum lohokii J.J.Verm. & A.L.Lamb 1994
- Bulbophyllum lokonense Schltr. 1911
- Bulbophyllum lonchophyllum Schltr. 1913
- Bulbophyllum longhutense J.J.Sm. 1931
- Bulbophyllum longibrachiatum Z.H.Tsi 1981
- Bulbophyllum longibracteatum Seidenf. 1979
- Bulbophyllum longicaudatum (J.J.Sm.) J.J.Sm. 1914: Long-tailed Bulbophyllum
- Bulbophyllum longiflorum Thouars 1822
- Bulbophyllum longilabre Schltr. 1912
- Bulbophyllum longimucronatum Ames & C.Schweinf. in O.Ames 1920
- Bulbophyllum longipedicellatum J.J.Sm. 1910: Long-stalked Bulbophyllum
  - Bulbophyllum longipedicellatum var. gjellerupii J.J.Sm. 1911
  - Bulbophyllum longipedicellatum var. longipedicellatum
- Bulbophyllum longipetalum Pabst 1964: Long-petaled Bulbophyllum
- Bulbophyllum longipetiolatum Ames 1912
- Bulbophyllum longirepens Ridl. 1908
- Bulbophyllum longirostre Schltr. 1913
- Bulbophyllum longiscapum Rolfe 1896: Long-scaped Bulbophyllum
- Bulbophyllum longisepalum Rolfe 1895: Long-sepaled Bulbophyllum
- Bulbophyllum longispicatum Cogn. 1893: Long-inflorescence Bulbophyllum
- Bulbophyllum longissimum (Ridl.) J.J.Sm. 1912: Long-petaled Bulbophyllum
- Bulbophyllum longivagans Carr 1933
- Bulbophyllum longivaginans H.Perrier 1937
- Bulbophyllum lophoglottis (Guillaumin) N.Hall 1977
- Bulbophyllum lophoton J.J.Verm. 1993
- Bulbophyllum lordoglossum J.J.Verm. & A.L.Lamb 1994
- Bulbophyllum lorentzianum J.J.Sm. 1910
- Bulbophyllum loroglossum J.J.Verm. 1993
- Bulbophyllum louisiadum Schltr. 1919
- Bulbophyllum loxophyllum Schltr. 1913
- Bulbophyllum luanii Tixier 1965
- Bulbophyllum lucidum Schltr. 1924
- Bulbophyllum luciphilum Stvart 2000
- Bulbophyllum luckraftii F.Muell. 1882
- Bulbophyllum luederwaldtii Hoehne & Schltr. 1926
- Bulbophyllum lumbriciforme J.J.Sm. 1920
- Bulbophyllum lundianum Rchb.f. & Warm. in H.G.Reichenbach 1881
- Bulbophyllum lupulinum Lindl. 1862
- Bulbophyllum luteobracteatum Jum. & H.Perrier 1912
- Bulbophyllum luteopurpureum J.J.Sm. 1907
- Bulbophyllum lygeron J.J.Verm. 1991
- Bulbophyllum lyperocephalurn Schltr. 1924
- Bulbophyllum lyperostachyum Schltr. 1924
- Bulbophyllum lyriforme J.J.Verm. & P.O'Byrne 2003

### M
- Bulbophyllum maboroense Schltr. 1913
- Bulbophyllum machupicchuense D.E.Benn. & Christenson 2001
- Bulbophyllum macilentum J.J.Verm. 1993
- Bulbophyllum macphersonii Rupp 1934: MacPherson's Bulbophyllum
  - Bulbophyllum macphersonii var. macphersonii
  - Bulbophyllum macphersonii var. spathulatum Dockrill & St.Cloud 1957
- Bulbophyllum macraei (Lindl.) Rchb.f. in W.G.Walpers 1861: Macrae's Bulbophyllum
  - Bulbophyllum macraei var. autumnale (Fukuy.) S.S.Ying 1977
  - Bulbophyllum macraei var. macraei
- Bulbophyllum macranthoides Kraenzl. 1905: Macrantha-like Bulbophyllum
- Bulbophyllum macranthum Lindl. 1844: Large-flowered Bulbophyllum
- Bulbophyllum macrobulbum J.J.Sm. 1910: Large-bulbed Bulbophyllum
- Bulbophyllum macrocarpum Frapp. ex Cordem. 1895
- Bulbophyllum macroceras Barb.Rodr. 1882
- Bulbophyllum macrochilum Rolfe 1896: Large-lipped Bulbophyllum, Star-shaped Bulbophyllum
- Bulbophyllum macrocoleum Seidenf. 1979
- Bulbophyllum macrorhopalon Schltr. 1913
- Bulbophyllum macrourum Schltr. in K.M.Schumann & C.A.G.Lauterbach 1905
- Bulbophyllum maculatum Boxall ex Náves in F.M.Blanco 1880
- Bulbophyllum maculosum Ames 1915: Spotted Bulbophyllum
- Bulbophyllum magnibracteatum Summerh. 1935
- Bulbophyllum mahakamense J.J.Sm. 1909
- Bulbophyllum maijenense Schltr. 1913
- Bulbophyllum major (Ridl.) P.Royen 1979
- Bulbophyllum makoyanum (Rchb.f.) Ridl. 1907
- Bulbophyllum malachadenia Cogn. in C.F.P.von Martius 1902
- Bulbophyllum maleolens Kraenzl. 1928
- Bulbophyllum malleolabrum Carr 1932
- Bulbophyllum mamberamense J.J.Sm. 1915
- Bulbophyllum mananjarense Poiss. 1912
- Bulbophyllum manarae Foldats 1968
- Bulbophyllum mandibulare Rchb.f. 1882: Chin-like Bulbophyllum
- Bulbophyllum mangenotii Bosser 1965
- Bulbophyllum manobulbum Schltr. in K.M.Schumann & C.A.G.Lauterbach 1905
- Bulbophyllum maquilingense Ames & Quisumb. 1932: Mount Makiling Bulbophyllum
- Bulbophyllum marginatum Schltr. 1913
- Bulbophyllum marivelense Ames 1912
- Bulbophyllum marojejiense H.Perrier 1951
- Bulbophyllum marovoense H.Perrier 1951
- Bulbophyllum marudiense Carr 1935
- Bulbophyllum masaganapense Ames 1920
- Bulbophyllum masarangicum Schltr. 1911
- Bulbophyllum maskeliyense Livera 1926
- Bulbophyllum masoalanum Schltr. 1916: Masoala Bulbophyllum
- Bulbophyllum masonii (Senghas) J.J.Wood 1986
- Bulbophyllum mastersianum (Rolfe) J.J.Sm. 1912
- Bulbophyllum matitanense H.Perrier 1937
- Bulbophyllum maudeae A.D.Hawkes 1966
- Bulbophyllum maxillarioides Schltr. in K.M.Schumann & C.A.G.Lauterbach 1905
- Bulbophyllum maximum (Lindl.) Rchb.f. in W.G.Walpers 1861: Largest Bulbophyllum, Pointy-winged Bulbophyllum
- Bulbophyllum mayombeense Garay 1999: Mayombe Bulbophyllum
- Bulbophyllum mayrii J.J.Sm. 1934
- Bulbophyllum mearnsii Ames (1913 publ. 1914): Mearns' Bulbophyllum
- Bulbophyllum mediocre Summerh. ex Exell 1959
- Bulbophyllum medusae (Lindl.) Rchb.f. in W.G.Walpers 1861: Medusa's Bulbophyllum
- Bulbophyllum megalonyx Rchb.f. 1881
- Bulbophyllum melanoglossum Hayata 1914
- Bulbophyllum melanoxanthum J.J.Verm. & B.A.Lewis 1991
- Bulbophyllum melilotus J.J.Sm. 1929
- Bulbophyllum melinanthum Schltr. in K.M.Schumann & C.A.G.Lauterbach 1905
- Bulbophyllum melinoglossum Schltr. 1913
- Bulbophyllum meliphagirostrum P.Royen 1979
- Bulbophyllum melleum H.Perrier 1937
- Bulbophyllum melloi Pabst 1977
- Bulbophyllum membranaceum Teijsm. & Binn. 1855
- Bulbophyllum membranifolium Hook.f. 1890: Thin-membraneaceous Leaf Bulbophyllum
- Bulbophyllum menghaiense Z.H.Tsi 1981
- Bulbophyllum menglunense Z.H.Tsi & Y.Z.Ma 1985
- Bulbophyllum mentiferum J.J.Sm. 1927
- Bulbophyllum mentosum Barb.Rodr. 1877
- Bulbophyllum meridense Rchb.f. 1850
- Bulbophyllum meristorhachis Garay & Dunst. 1976
- Bulbophyllum merrittii Ames 1907
- Bulbophyllum mesodon J.J.Verm. 1993
- Bulbophyllum metonymon Summerh. (1951 publ. 1952).
- Bulbophyllum micholitzianum Kraenzl. 1893
- Bulbophyllum micholitzii Rolfe 1901: Micholitz' Bulbophyllum
- Bulbophyllum micranthum Barb.Rodr. 1877
- Bulbophyllum microblepharon Schltr. 1913
- Bulbophyllum microbulbon Schltr. in K.M.Schumann & C.A.G.Lauterbach 1905
- Bulbophyllum microcala P.F.Hunt 1970
- Bulbophyllum microdendron Schltr. 1913
- Bulbophyllum microglossum Ridl. 1908: Small-lipped Bulbophyllum
- Bulbophyllum microlabium W.Kittr. (1984 publ. 1985).
- Bulbophyllum micronesiacum Schltr. 1921
- Bulbophyllum micropetaliforme Leite 1946
- Bulbophyllum microrhombos Schltr. 1912
- Bulbophyllum microsphaerum Schltr. 1913
- Bulbophyllum microtepalum Rchb.f. in W.G.Walpers 1861: Small-tepaled Bulbophyllum
- Bulbophyllum microtes Schltr. 1913
- Bulbophyllum microthamnus Schltr. 1923
- Bulbophyllum mimiense Schltr. 1913
- Bulbophyllum minahassae Schltr. 1911
- Bulbophyllum minax Schltr. 1924
- Bulbophyllum mindanaense Ames 1912
- Bulbophyllum mindorense Ames 1907
- Bulbophyllum miniatum auct. 1904
- Bulbophyllum minutibulbum W.Kittr. (1984 publ. 1985).
- Bulbophyllum minutilabrum H.Perrier 1937
- Bulbophyllum minutipetalum Schltr. 1913: Small-petaled Bulbophyllum
- Bulbophyllum minutissimum (F.Muell.) F.Muell. 1878 (synonym: Oncophyllum minutissimum (F.Muell.) D.L.Jones & M.A.Clem. 2001)
- Bulbophyllum minutulum Ridl. ex Burkill & Holttum 1923
- Bulbophyllum minutum Thouars 1822
- Bulbophyllum mirabile Hallier f. 1889
- Bulbophyllum mirandaianum Hoehne 1947
- Bulbophyllum mirificum Schltr. 1918
- Bulbophyllum mirum J.J.Sm. 1906
- Bulbophyllum mischobulbon Schltr. 1913
- Bulbophyllum mobilifilum Carr 1929
- Bulbophyllum moldenkeanum A.D.Hawkes 1966
- Bulbophyllum molossus Rchb.f. 1888: Fierce Bulbophyllum
- Bulbophyllum monanthos Ridl. 1897
- Bulbophyllum monanthum (Kuntze) J.J.Sm. 1912: Single-flowered Bulbophyllum
- Bulbophyllum moniliforme C.S.P.Parish & Rchb.f. 1874: Necklace Bulbophyllum
- Bulbophyllum monosema Schltr. 1913
- Bulbophyllum monstrabile Ames 1915
- Bulbophyllum montanum Schltr. 1913
- Bulbophyllum montense Ridl. ex Stapf 1894
- Bulbophyllum moramanganum Schltr. 1922
- Bulbophyllum moratii Bosser 1989
- Bulbophyllum morenoi Dodson & R.Vásquez 1989
- Bulbophyllum moroides J.J.Sm. 1917
- Bulbophyllum morotaiense J.J.Sm. 1932
- Bulbophyllum morphologorum Kraenzl. 1908: Dixon's Bulbophyllum
- Bulbophyllum mucronatum (Blume) Lindl. 1830
- Bulbophyllum mucronifolium Rchb.f. & Warm. in H.G.Reichenbach 1881
- Bulbophyllum mulderae J.J.Verm. 1993
- Bulbophyllum multiflexum J.J.Sm. 1927
- Bulbophyllum multiflorum Ridl. 1885
- Bulbophyllum multiligulatum H.Perrier 1937
- Bulbophyllum multivaginatum Jum. & H.Perrier 1912
- Bulbophyllum muricatum J.J.Sm. 1911
- Bulbophyllum muriceum Schltr. 1913
- Bulbophyllum murkelense J.J.Sm. 1928
- Bulbophyllum muscarirubrum Seidenf. 1979: Brickred-brush Bulbophyllum
- Bulbophyllum muscicola Rchb.f. 1872: Hooker's Bulbophyllum
- Bulbophyllum muscohaerens J.J.Verm. & A.L.Lamb 1994
- Bulbophyllum mutabile (Blume) Lindl. 1830
  - Bulbophyllum mutabile var. mutabile
  - Bulbophyllum mutabile var. obesum J.J.Sm. 1991
- Bulbophyllum mutatum J.J.Sm. 1916
- Bulbophyllum myolaense Garay, Hamer & Siegerist 1995: Myola Bulbophyllum
- Bulbophyllum myon J.J.Verm. 1990
- Bulbophyllum myrmecochilum Schltr. 1924
- Bulbophyllum myrtillus Schltr. 1913
- Bulbophyllum mysorense (Rolfe) J.J.Sm. 1912
- Bulbophyllum mystax Schuit. & de Vogel 2002
- Bulbophyllum mystrochilum Schltr. 1913
- Bulbophyllum mystrophyllum Schltr. 1919

### N
- Bulbophyllum nabawanense J.J.Wood & A.L.Lamb 1994
- Bulbophyllum nagelii L.O.Williams 1939
- Bulbophyllum namoronae Bosser 1971
- Bulbophyllum nannodes Schltr. in K.M.Schumann & C.A.G.Lauterbach 1905
- Bulbophyllum nanopetalum Seidenf. 1979
- Bulbophyllum napellii Lindl. 1842: Napell's Bulbophyllum
- Bulbophyllum nasica Schltr. 1913
- Bulbophyllum nasilabium Schltr. 1921
- Bulbophyllum nasseri Garay 1999
- Bulbophyllum navicula Schltr. 1913
- Bulbophyllum nebularum Schltr. 1913
- Bulbophyllum neglectum Bosser 1965
- Bulbophyllum negrosianum Ames 1912
- Bulbophyllum nematocaulon Ridl. 1920
- Bulbophyllum nematopodum F.Muell. 1872: Worm-like Foot Bulbophyllum
- Bulbophyllum nematorhizis Schltr. 1913
- Bulbophyllum nemorale L.O.Williams 1938
- Bulbophyllum nemorosum (Barb.Rodr.) Cogn. in C.F.P.von Martius 1902
- Bulbophyllum neocaledonicum Schltr. 1906
- Bulbophyllum neoguineense J.J.Sm. 1908
- Bulbophyllum neopommeranicum Schltr. in K.M.Schumann & C.A.G.Lauterbach 1905
- Bulbophyllum nephropetalum Schltr. 1919
- Bulbophyllum nervulosum Frapp. ex Cordem. 1895
- Bulbophyllum nesiotes Seidenf. 1979
- Bulbophyllum newportii (F.M.Bailey) Rolfe 1909: Newport's Bulbophyllum
- Bulbophyllum ngoclinhensis Aver. 1997
- Bulbophyllum ngoyense Schltr. 1906
- Bulbophyllum nieuwenhuisii J.J.Sm. 1926
- Bulbophyllum nigericum Summerh. 1962
- Bulbophyllum nigrescens Rolfe 1910: Narrowly Elliptical Bulbophyllum
- Bulbophyllum nigriflorum H.Perrier 1937
- Bulbophyllum nigrilabium Schltr. 1913
- Bulbophyllum nigripetalum Rolfe 1891
- Bulbophyllum nigritianum Rendle 1913
- Bulbophyllum nigropurpureum Carr 1932
- Bulbophyllum nipondhii Seidenf. 1985
- Bulbophyllum nitens Jum. & H.Perrier 1912
- Bulbophyllum nitidum Schltr. 1912: Shimmering Bulbophyllum
- Bulbophyllum nocturnum J. J. Verm., de Vogel, Schuit. & A. Vogel[2]
- Bulbophyllum nodosum (Rolfe) J.J.Sm. 1912
- Bulbophyllum notabilipetalum Seidenf. 1995
- Bulbophyllum novae-hiberniae Schltr. in K.M.Schumann & C.A.G.Lauterbach 1905
- Bulbophyllum nubigenum Schltr. 1913
- Bulbophyllum nubinatum J.J.Verm. 1988
- Bulbophyllum nummularia (H.Wendl. & Kraenzl.) Rolfe in D.Oliver 1897
- Bulbophyllum nummularioides Schltr. 1913
- Bulbophyllum nutans (Thouars) Thouars 1822
  - Bulbophyllum nutans var. nutans
  - Bulbophyllum nutans var. variifolium (Schltr.) Bosser 1965

### O
- Bulbophyllum oblanceolatum King & Pantl. 1897
- Bulbophyllum obliquum Schltr. 1911
- Bulbophyllum obovatifolium J.J.Sm. 1912
- Bulbophyllum obscuriflorum H.Perrier 1937
- Bulbophyllum obtusatum Schltr. 1924
- Bulbophyllum obtusiangulum Z.H.Tsi 1995
- Bulbophyllum obtusilabium W.Kittr. (1984 publ. 1985).
- Bulbophyllum obtusipetalum J.J.Sm. 1905
- Bulbophyllum obtusum (Blume) Lindl. 1830
- Bulbophyllum obyrnei Garay, Hamer & Siegerist 1995
- Bulbophyllum occlusum Ridl. 1885
- Bulbophyllum occultum Thouars 1822
- Bulbophyllum ochraceum (Barb.Rodr.) Cogn. in C.F.P.von Martius 1902
- Bulbophyllum ochrochlamys Schltr. 1913
- Bulbophyllum ochroleucum Schltr. in K.M.Schumann & C.A.G.Lauterbach 1905
- Bulbophyllum ochthochilum J.J.Verm. 1993
- Bulbophyllum ochthodes J.J.Verm. 2002
- Bulbophyllum octarrhenipetalum J.J.Sm. 1913
- Bulbophyllum octorhopalon Seidenf. 1975
- Bulbophyllum odoardii Rchb.f. & Pfitzer 1884
- Bulbophyllum odontoglossum Schltr. 1913
- Bulbophyllum odontopelatum Schltr. 1913: Tooth-shaped Petal Bulbophyllum
- Bulbophyllum odoratissimum (Sm.) Lindl. ex Hook.f. 1890: Fragrant Bulbophyllum
  - Bulbophyllum odoratissimum var. odoratissimum
  - Bulbophyllum odoratissimum var. racemosum N.P.Balakr. 1978
- Bulbophyllum odoratum (Blume) Lindl. 1830
  - Bulbophyllum odoratum var. grandiflorum J.J.Sm. 1919
  - Bulbophyllum odoratum var. odoratum
- Bulbophyllum oliganthum Schltr. 1913
- Bulbophyllum oligoblepharon Schltr. 1911
- Bulbophyllum oligochaete Schltr. 1913
- Bulbophyllum oligoglossum Rchb.f. 1865
- Bulbophyllum olivinum J.J.Sm. 1934
  - Bulbophyllum olivinum subsp. linguiferum J.J.Verm. 1993
  - Bulbophyllum olivinum subsp. olivinum
- Bulbophyllum olorinum J.J.Sm. 1912
- Bulbophyllum omerandrum Hayata 1914
- Bulbophyllum onivense H.Perrier 1937
- Bulbophyllum oobulbum Schltr. 1913
- Bulbophyllum ophiuchus Ridl. 1886
- Bulbophyllum orbiculare J.J.Sm. 1912
  - Bulbophyllum orbiculare subsp. cassideum (J.J.Sm.) J.J.Verm. 1993
  - Bulbophyllum orbiculare subsp. orbiculare
- Bulbophyllum orectopetalum Garay, Hamer & Siegerist 1992: Projecting Petal Bulbophyllum
- Bulbophyllum oreocharis Schltr. 1913
- Bulbophyllum oreodorum Schltr. 1924
- Bulbophyllum oreodoxa Schltr. 1913
- Bulbophyllum oreogenum Schltr. 1913
- Bulbophyllum oreonastes Rchb.f. 1881
- Bulbophyllum orezii Sath.Kumar 2004
- Bulbophyllum orientale Seidenf. 1979: Eastern Bulbophyllum
- Bulbophyllum origami J.J.Verm. 1993
- Bulbophyllum ornatissimum (Rchb.f.) J.J.Sm. 1912
- Bulbophyllum ornatum Schltr. 1913
- Bulbophyllum orohense J.J.Sm. 1915
- Bulbophyllum orsidice Ridl. 1916
- Bulbophyllum ortalis J.J.Verm. 1993
- Bulbophyllum orthoglossum Kraenzl. 1896: Bird Head-like Lip Bulbophyllum
- Bulbophyllum orthosepalum J.J.Verm. 1993: Straight-petaled Bulbophyllum
- Bulbophyllum osyricera Schltr. 1911
- Bulbophyllum osyriceroides J.J.Sm. 1920
- Bulbophyllum othonis (Kuntze) J.J.Sm. 1912
- Bulbophyllum otochilum J.J.Verm. 1991
- Bulbophyllum otoglossum Tuyama 1971
- Bulbophyllum ovale Ridl. 1916
- Bulbophyllum ovalifolium (Blume) Lindl. 1830: Oval-leafed Bulbophyllum
- Bulbophyllum ovalitepalum J.J.Sm. in L.S.Gibbs 1917
- Bulbophyllum ovatilabellum Seidenf. 1979
- Bulbophyllum ovatolanceatum J.J.Sm. 1928
- Bulbophyllum ovatum Seidenf. 1979
- Bulbophyllum oxyanthum Schltr. in K.M.Schumann & C.A.G.Lauterbach 1905
- Bulbophyllum oxycalyx Schltr. 1924
  - Bulbophyllum oxycalyx var. oxycalyx
  - Bulbophyllum oxycalyx var. rubescens (Schltr.) Bosser 1965
- Bulbophyllum oxychilum Schltr. 1905
- Bulbophyllum oxysepaloides Ridl. 1916

### P
- Bulbophyllum pabstii Garay 1973
- Bulbophyllum pachyacris J.J.Sm. 1908
- Bulbophyllum pachyanthum Schltr. 1906
- Bulbophyllum pachyglossum Schltr. 1919
- Bulbophyllum pachyneuron Schltr. 1911
- Bulbophyllum pachypus Schltr. 1924
- Bulbophyllum pachyrhachis (A.Rich.) Griseb. 1864: Broad Rachis Bulbophyllum
- Bulbophyllum pachytelos Schltr. in K.M.Schumann & C.A.G.Lauterbach 1905
- Bulbophyllum pahudii (de Vriese) Rchb.f. in W.G.Walpers 1861
- Bulbophyllum paleiferum Schltr. 1924
- Bulbophyllum palilabre J.J.Sm. 1914: Pale-lipped Bulbophyllum
- Bulbophyllum pallens (Jum. & Perrier) Schltr. 1924
- Bulbophyllum pallidiflorum Schltr. 1906
- Bulbophyllum pallidum Seidenf. 1979
- Bulbophyllum pampangense Ames 1923
- Bulbophyllum pan Ridl. 1915
- Bulbophyllum pandanetorum Summerh. (1953 publ. 1954).
- Bulbophyllum pandurella Schltr. 1924
- Bulbophyllum paniscus Ridl. 1916
- Bulbophyllum pantlingii Lucksom (1993 publ. 1994).
- Bulbophyllum pantoblepharon Schltr. 1924
- Bulbophyllum papangense H.Perrier 1937
- Bulbophyllum papilio J.J.Sm. 1910
- Bulbophyllum papillatum J.J.Sm. 1910
- Bulbophyllum papillipetalum Ames 1922
- Bulbophyllum papillosofilum Carr 1929
- Bulbophyllum papuliferum Schltr. 1911
- Bulbophyllum papuliglossum Schltr. 1913
- Bulbophyllum papulipetalum Schltr. 1913
- Bulbophyllum papulosum Garay 1999: Warty Bulbophyllum
- Bulbophyllum parabates J.J.Verm. 1991
- Bulbophyllum paranaense Schltr. 1919
  - Bulbophyllum paranaense var. paranaense
- Bulbophyllum pardalinum Ridl. 1916
- Bulbophyllum pardalotum Garay 1995: Leopard-spotted Bulbophyllum
- Bulbophyllum parviflorum C.S.P.Parish & Rchb.f. 1874
- Bulbophyllum parvum Summerh. 1957
- Bulbophyllum patella J.J.Verm. 1993
- Bulbophyllum patens King ex Hook.f. 1896: Spreading Bulbophyllum
- Bulbophyllum pauciflorum Ames 1912
- Bulbophyllum paucisetum J.J.Sm. 1915
- Bulbophyllum paululum Schltr. 1913
- Bulbophyllum pectenveneris (Gagnep.) Seidenf. (1973 publ. 1974): Yellow-flowered Bulbophyllum
- Bulbophyllum pectinatum Finet 1897: Comb-like Bulbophyllum, Grand Bulbophyllum
- Bulbophyllum pelicanopsis J.J.Verm. & A.L.Lamb 1988
- Bulbophyllum peltopus Schltr. 1913
- Bulbophyllum pemae Schltr. 1913
- Bulbophyllum penduliscapum J.J.Sm. 1900
- Bulbophyllum pendulum Thouars 1822
- Bulbophyllum penicillium C.S.P.Parish & Rchb.f. 1874: Brush-lipped Bulbophyllum
- Bulbophyllum peninsulare Seidenf. 1979: Peninsula Bulbophyllum
- Bulbophyllum pentaneurum Seidenf. 1979
- Bulbophyllum pentastichum (Pfitzer ex Kraenzl.) H.Perrier 1939
- Bulbophyllum peperomiifolium J.J.Sm. 1918
- Bulbophyllum peramoenum Ames, Philipp. (1913 publ. 1914).
- Bulbophyllum percoroiculatum H.Perrier 1951
- Bulbophyllum perductum J.J.Sm. 1905
  - Bulbophyllum perductum var. perductum
  - Bulbophyllum perductum var. sebesiense J.J.Sm. 1922
- Bulbophyllum perexiguum Ridl. 1916
- Bulbophyllum perforans J.J.Sm. 1935
- Bulbophyllum perii Schltr. 1922
- Bulbophyllum perparvulum Schltr. 1915
- Bulbophyllum perpendiculare Schltr. 1911
- Bulbophyllum perpusillum H.Wendl. & Kraenzl. 1894
- Bulbophyllum perreflexum Bosser & P.J.Cribb 2001
- Bulbophyllum perrieri Schltr. 1913
- Bulbophyllum pervillei Rolfe ex Scott-Elliot 1891
- Bulbophyllum petiolare Thwaites 1861
- Bulbophyllum petiolatum J.J.Sm. 1910
- Bulbophyllum peyerianum (Kraenzl.) Seidenf. (1973 publ. 1974).
- Bulbophyllum peyrotii Bosser 1965
- Bulbophyllum phaeanthum Schltr. 1911
- Bulbophyllum phaeoglossum Schltr. 1913
- Bulbophyllum phaeoneuron Schltr. 1911
- Bulbophyllum phaeorhabdos Schltr. 1923
- Bulbophyllum phalaenopsis J.J.Sm. 1937: Phalaenopsis-like Bulbophyllum
- Bulbophyllum phayamense Seidenf. 1979
- Bulbophyllum philippinense Ames 1920
- Bulbophyllum phillipsianum Kores 1991
- Bulbophyllum phormion J.J.Verm. 1992
- Bulbophyllum phreatiopse J.J.Verm. 1993
- Bulbophyllum phymatum J.J.Verm. 1982
- Bulbophyllum physocoryphum Seidenf. 1979
- Bulbophyllum picturatum (Lodd.) Rchb.f. in W.G.Walpers 1861
- Bulbophyllum pidacanthum J.J.Verm. 1992
- Bulbophyllum piestobulbon Schltr. 1923
- Bulbophyllum piestoglossum J.J.Verm. 1993: Narrow-labellum Bulbophyllum
- Bulbophyllum pileatum Lindl. 1844: Fibery Bulbophyllum
- Bulbophyllum piliferum J.J.Sm. 1908
- Bulbophyllum pilosum J.J.Verm. 2002
- Bulbophyllum piluliferum King & Pantl. 1895
- Bulbophyllum pinicolum Gagnep. 1930
- Bulbophyllum pipio Rchb.f. 1876
- Bulbophyllum pisibulbum J.J.Sm. 1914
- Bulbophyllum placochilum J.J.Verm. 1991
- Bulbophyllum plagiatum Ridl. 1916
- Bulbophyllum plagiopetalum Schltr. 1913
- Bulbophyllum planibulbe (Ridl.) Ridl. 1907
- Bulbophyllum planitiae J.J.Sm. 1910
- Bulbophyllum platypodum H.Perrier 1937
- Bulbophyllum pleiopterum Schltr. 1912
- Bulbophyllum pleurothallidanthum Garay 1999
- Bulbophyllum pleurothalloides Ames 1907
- Bulbophyllum pleurothallopsis Schltr. 1924
- Bulbophyllum plicatum J.J.Verm. 1993
- Bulbophyllum plumatum Ames 1915
- Bulbophyllum plumosum (Barb.Rodr.) Cogn. in C.F.P.von Martius 1902
- Bulbophyllum plumula Schltr. 1913
- Bulbophyllum pocillum J.J.Verm. 1991
- Bulbophyllum poekilon Carr 1932
- Bulbophyllum poilanei Gagnep. 1930
- Bulbophyllum polliculosum Seidenf. 1973
- Bulbophyllum polyblepharon Schltr. in K.M.Schumann & C.A.G.Lauterbach 1905
- Bulbophyllum polycyclum J.J.Verm. 1996
- Bulbophyllum polygaliflorum J.J.Wood 1984
- Bulbophyllum polyphyllum Schltr. 1913
- Bulbophyllum polyrrhizum Lindl. 1830
- Bulbophyllum polystictum Schltr. 1913 (now synonym of Bulbophyllum erythrostictum Ormerod 2005)
- Bulbophyllum popayanense Kraenzl. 1899
- Bulbophyllum porphyrostachys Summerh. 1951
- Bulbophyllum porphyrotriche J.J.Verm. 1991
- Bulbophyllum posticum J.J.Sm. 1911
- Bulbophyllum potamophilum Schltr. 1913
- Bulbophyllum praestans Kraenzl. 1904
- Bulbophyllum praetervisum J.J.Verm. 2002
- Bulbophyllum prianganense J.J.Sm. 1913
- Bulbophyllum prismaticum Thouars 1822
- Bulbophyllum pristis J.J.Sm. 1913
- Bulbophyllum proboscideum (Gagnep.) Seidenf. & Smitinand 1961
- Bulbophyllum procerum Schltr. 1913
- Bulbophyllum proculcastris J.J.Verm. 2000
- Bulbophyllum profusum Ames 1912
- Bulbophyllum propinquum Kraenzl. 1908
- Bulbophyllum prorepens Summerh. (1953 publ. 1954).
- Bulbophyllum protectum H.Perrier 1937
- Bulbophyllum protractum Hook.f. 1890
- Bulbophyllum proudlockii (King & Pantl.) J.J.Sm. 1912
- Bulbophyllum pseudofilicaule J.J.Sm. 1935
- Bulbophyllum pseudopelma J.J.Verm. & P.O'Byrne 2003
- Bulbophyllum pseudoserrulatum J.J.Sm. 1912
- Bulbophyllum pseudotrias J.J.Verm. 1996
- Bulbophyllum psilorhopalon Schltr. 1913
- Bulbophyllum psittacoglossum Rchb.f. 1863: Parrot-tongue Bulbophyllum
- Bulbophyllum psychoon Rchb.f. 1878: Butterfly Egg Bulbophyllum
- Bulbophyllum ptiloglossum H.Wendl. & Kraenzl. 1897
- Bulbophyllum ptilotes Schltr. 1913
- Bulbophyllum ptychantyx J.J.Verm. 1993
- Bulbophyllum pubiflorum Schltr. 1911
- Bulbophyllum pugilanthum J.J.Wood 1994
- Bulbophyllum puguahaanense Ames 1915
- Bulbophyllum pulchellum Ridl. 1907
- Bulbophyllum pulchrum (N.E.Br.) J.J.Sm. 1912
- Bulbophyllum pulvinatum Schltr. 1913
- Bulbophyllum pumilio C.S.P.Parish & Rchb.f. 1874
- Bulbophyllum punamense Schltr. 1913
- Bulbophyllum punctatum Barb.Rodr. 1877
- Bulbophyllum pungens Schltr. 1913
  - Bulbophyllum pungens var. pachyphyllum Schltr. 1913
  - Bulbophyllum pungens var. pungens
- Bulbophyllum puntjakense J.J.Sm. 1907
- Bulbophyllum purpurascens Teijsm. & Binn. 1862: Purple Bulbophyllum
- Bulbophyllum purpurellum Ridl. 1916
- Bulbophyllum purpureorhachis (De Wild.) Schltr. 1914: Purple Inflorescence Bulbophyllum
- Bulbophyllum purpureum Thwaites 1861
- Bulbophyllum pusillum Thouars 1822
- Bulbophyllum pustulatum Ridl. 1898: Blistered Bulbophyllum
- Bulbophyllum putidum (Teijsm. & Binn.) J.J.Sm. 1912
- Bulbophyllum putii Seidenf. 1979
- Bulbophyllum pygmaeum (Sm.) Lindl. 1830
- Bulbophyllum pyridion J.J.Verm. 1991
- Bulbophyllum pyroglossum Schuit. & de Vogel (2005)

### Q
- Bulbophyllum quadrangulare J.J.Sm. 1911: Swollen-belly Bulbophyllum
  - Bulbophyllum quadrangulare var. latisepalum J.J.Sm. 1916
  - Bulbophyllum quadrangulare var. quadrangulare
- Bulbophyllum quadrangulum Z.H.Tsi 1981
- Bulbophyllum quadrialatum H.Perrier 1939
- Bulbophyllum quadricarinum Kores 1989
- Bulbophyllum quadricaudatum J.J.Sm. 1911
- Bulbophyllum quadrichaete Schltr. 1913
- Bulbophyllum quadricolor (Barb.Rodr.) Cogn. in C.F.P.von Martius & auct. suc. (eds.) 1902
- Bulbophyllum quadrifalciculatum J.J.Sm. 1929
- Bulbophyllum quadrifarium Rolfe 1903
- Bulbophyllum quadrisetum Lindl. 1843
- Bulbophyllum quadrisubulatum J.J.Sm. 1929
- Bulbophyllum quasimodo J.J.Verm. 1991
- Bulbophyllum quinquelobum Schltr. 1913
  - Bulbophyllum quinquelobum var. lancilabium Schltr. 1913
  - Bulbophyllum quinquelobum var. quinquelobum

### R
- Bulbophyllum racemosum Rolfe 1893
- Bulbophyllum radicans F.M.Bailey 1897
- Bulbophyllum rajanum J.J.Sm. 1927
- Bulbophyllum ramulicola Schuit. & de Vogel 2002
- Bulbophyllum ramulicola Schuit. & de Vogel 2002
- Bulbophyllum ranomafanae Bosser & P.J.Cribb 2001
- Bulbophyllum rariflorum J.J.Sm. 1908
- Bulbophyllum rarum Schltr. 1913
- Bulbophyllum rauhii Toill.-Gen. & Bosser 1961
  - Bulbophyllum rauhii var. andranobeense Bosser 1971
  - Bulbophyllum rauhii var. rauhii
- Bulbophyllum raui Arora (1969 publ. 1972).
- Bulbophyllum reclusum Seidenf. 1995
- Bulbophyllum rectilabre J.J.Sm. 1912
- Bulbophyllum recurviflorum J.J.Sm. 1903
- Bulbophyllum recurvilabre Garay 1999
- Bulbophyllum reductum J.J.Verm. & P.O'Byrne 2003
- Bulbophyllum reevei J.J.Verm. 1992
- Bulbophyllum reflexiflorum H.Perrier 1937
  - Bulbophyllum reflexiflorum subsp. pogonochilum (Summerh.) Bosser 2000
  - Bulbophyllum reflexiflorum subsp. reflexiflorum
- Bulbophyllum reflexum Ames & C.Schweinf. in O.Ames 1920
- Bulbophyllum refractilingue J.J.Sm. 1931
- Bulbophyllum refractum (Zoll.) Rchb.f. in W.G.Walpers 1861
- Bulbophyllum regnellii Rchb.f. 1850: Regnell's Bulbophyllum
- Bulbophyllum reichenbachianum Kraenzl. 1893
- Bulbophyllum reichenbachii (Kuntze) Schltr. 1915
- Bulbophyllum reilloi Ames (1913 publ. 1914).
- Bulbophyllum remiferum Carr 1933
- Bulbophyllum renipetalum Schltr. 1913
- Bulbophyllum renkinianum (Laurent) De Wild. 1921
- Bulbophyllum repens Griff. 1851
- Bulbophyllum reptans (Lindl.) Lindl. in N.Wallich 1829: Crawling Bulbophyllum
- Bulbophyllum restrepina Ridl. 1893
- Bulbophyllum resupinatum Ridl. 1887
  - Bulbophyllum resupinatum var. filiforme (Kraenzl.) J.J.Verm. 1986: Thread-shaped Bulbophyllum
  - Bulbophyllum resupinatum var. resupinatum
- Bulbophyllum reticulatum Bateman ex Hook.f. 1866: Net-like Veined Bulbophyllum
- Bulbophyllum retusiusculum Rchb.f. 1869
  - Bulbophyllum retusiusculum var. oreogenes (W.W.Sm.) Z.H.Tsi 1995
  - Bulbophyllum retusiusculum var. retusiusculum
  - Bulbophyllum retusiusculum var. tigridum (Hance) Z.H.Tsi 1995
- Bulbophyllum rheedei Manilal & Sath.Kumar 1991
- Bulbophyllum rhizomatosum Ames & C.Schweinf. in O.Ames 1920
- Bulbophyllum rhodoglossum Schltr. 1913
- Bulbophyllum rhodoleucum Schltr. 1913
- Bulbophyllum rhodoneuron Schltr. 1913
- Bulbophyllum rhodosepalum Schltr. 1901
- Bulbophyllum rhodostachys Schltr. 1916
- Bulbophyllum rhodostictum Schltr. 1913
- Bulbophyllum rhomboglossum Schltr. 1913
- Bulbophyllum rhopaloblepharon Schltr. 1913
- Bulbophyllum rhopalophorum Schltr. 1913
- Bulbophyllum rhynchoglossum Schltr. 1910
- Bulbophyllum ricaldonei Leite 1948
- Bulbophyllum rienanense H.Perrier 1937
- Bulbophyllum rigidifilum J.J.Sm. 1920
- Bulbophyllum rigidipes Schltr. in K.M.Schumann & C.A.G.Lauterbach 1905
- Bulbophyllum rigidum King & Pantl. 1895: Rigid Bulbophyllum
- Bulbophyllum riparium J.J.Sm. 1929
- Bulbophyllum rivulare Schltr. 1913
- Bulbophyllum riyanum Fukuy. 1935
- Bulbophyllum rojasii L.O.Williams 1940
- Bulbophyllum rolfei (Kuntze) Seidenf. 1979
- Bulbophyllum romburghii J.J.Sm. 1907
- Bulbophyllum roraimense Rolfe 1896
- Bulbophyllum rosemarianum Sath.Kumar 2001
- Bulbophyllum roseopunctatum Schltr. 1913
- Bulbophyllum rostriceps Rchb.f. 1878
- Bulbophyllum rothschildianum (O'Brien) J.J.Sm. 1912: Rothschild's Bulbophyylum
- Bulbophyllum roxburghii (Lindl.) Rchb.f. in W.G.Walpers 1861
- Bulbophyllum rubiferum J.J.Sm. 1918
- Bulbophyllum rubiginosum Schltr. 1925
- Bulbophyllum rubipetalum P.Royen 1979
- Bulbophyllum rubroguttatum Seidenf. 1985
- Bulbophyllum rubrolabellum T.P.Lin 1975
- Bulbophyllum rubrolabium Schltr. 1916
- Bulbophyllum rubrolineatum Schltr. 1923
- Bulbophyllum rubromaculatum W.Kittr. (1984 publ. 1985).
- Bulbophyllum rubrum Jum. & H.Perrier 1912
- Bulbophyllum ruficaudatum Ridl. 1910
- Bulbophyllum rufilabrum C.S.P.Parish ex Hook.f. 1890: Fox-red Lip Bulbophyllum
- Bulbophyllum rufinum Rchb.f. 1881: Fox-red Bulbophyllum
- Bulbophyllum rugosibulbum Summerh. 1960
- Bulbophyllum rugosisepalum Seidenf. 1979
- Bulbophyllum rugosum Ridl. 1897
- Bulbophyllum rugulosum J.J.Sm. 1935
- Bulbophyllum rupestre J.J.Sm. 1915
- Bulbophyllum rupicola Barb.Rodr. 1877: Rock-growing Bulbophyllum
- Bulbophyllum rutenbergianum Schltr. 1924

### S
- Bulbophyllum saccolabioides J.J.Sm. 1929
- Bulbophyllum salaccense Rchb.f. 1857
- Bulbophyllum salebrosum J.J.Sm. 1927
- Bulbophyllum saltatorium Lindl. 1837: Dancing Bulbophyllum
  - Bulbophyllum saltatorium var. albociliatum (Finet) J.J.Verm. 1986
  - Bulbophyllum saltatorium var. calamarium (Lindl.) J.J.Verm. 1986
  - Bulbophyllum saltatorium var. saltatorium
- Bulbophyllum sambiranense Jum. & H.Perrier 1912
- Bulbophyllum samoanum Schltr. 1911: Samoan Bulbophyllum
- Bulbophyllum sanderianum Rolfe 1893
- Bulbophyllum sandersonii (Hook.f.) Rchb.f. 1878
  - Bulbophyllum sandersonii subsp. sandersonii
  - Bulbophyllum sandersonii subsp. stenopetalum (Kraenzl.) J.J.Verm. 1986
- Bulbophyllum sandrangatense Bosser 1965
- Bulbophyllum sangae Schltr. 1905
- Bulbophyllum sanguineopunctatum Seidenf. & A.D.Kerr (1973 publ. 1974)
- Bulbophyllum sanguineum H.Perrier 1937
- Bulbophyllum sanitii Seidenf. 1970
- Bulbophyllum santoense J.J.Verm. 1993
- Bulbophyllum santosii Ames 1915: Santos' Bulbophyllum
- Bulbophyllum sapphirinum Ames 1915
- Bulbophyllum sarasinorum Schltr. 1925
- Bulbophyllum sarcanthiforme Ridl. 1916
- Bulbophyllum sarcodanthum Schltr. 1913
- Bulbophyllum sarcophylloides Garay, Hamer & Siegerist 1994: Sarcophyllum-like Bulbophyllum
- Bulbophyllum sarcophyllum (King & Pantl.) J.J.Sm. 1912: Fleshy Red-leafed Bulbophyllum
- Bulbophyllum sarcorhachis Schltr. 1918
  - Bulbophyllum sarcorhachis var. befaonense (Schltr.) H.Perrier 1937
  - Bulbophyllum sarcorhachis var. sarcorhachis
- Bulbophyllum sarcoscapum Teijsm. & Binn. 1867
- Bulbophyllum saronae Garay 1999: Sharon's Bulbophyllum
- Bulbophyllum sauguetiense Schltr. 1913
- Bulbophyllum saurocephalum Rchb.f. 1886: Lizard's Head Bulbophyllum
- Bulbophyllum savaiense Schltr. 1911
  - Bulbophyllum savaiense subsp. gorumense (Schltr.) J.J.Verm. 1993
  - Bulbophyllum savaiense subsp. savaiense
  - Bulbophyllum savaiense subsp. subcubicum (J.J.Sm.) J.J.Verm. 1993
- Bulbophyllum sawiense J.J.Sm. 1912
- Bulbophyllum scaberulum (Rolfe) Bolus 1889: Slightly-roughened Bulbophyllum
  - Bulbophyllum scaberulum var. crotalicaudatum J.J.Verm. 1987
  - Bulbophyllum scaberulum var. fuerstenbergianum (De Wild.) J.J.Verm. 1986
  - Bulbophyllum scaberulum var. scaberulum
- Bulbophyllum scabratum Rchb.f. in W.G.Walpers 1861: Rough Bulbophyllum
- Bulbophyllum scabrum J.J.Verm. & A.L.Lamb 1988
- Bulbophyllum scaphiforme J.J.Verm. 2002: Boat-shaped Bulbophyllum
- Bulbophyllum scaphosepalum Ridl. 1916
- Bulbophyllum scariosum Summerh. 1953
- Bulbophyllum sceliphron J.J.Verm. 1991
- Bulbophyllum scheffleri (Kuntze) Schltr. 1915
- Bulbophyllum schillerianum Rchb.f. 1860: Schiller's Bulbophyllum
- Bulbophyllum schimperianum Kraenzl. 1902
- Bulbophyllum schinzianum Kraenzl. 1899
  - Bulbophyllum schinzianum var. irigaleae (P.J.Cribb & Pérez-Vera) J.J.Verm. 1987
  - Bulbophyllum schinzianum var. phaeopogon (Schltr.) J.J.Verm. 1986
  - Bulbophyllum schinzianum var. schinzianum
- Bulbophyllum schistopetalum Schltr. in K.M.Schumann & C.A.G.Lauterbach 1905
- Bulbophyllum schizopetalum L.O.Williams 1946
- Bulbophyllum schmidii Garay 1999: Schmid's Bulbophyllum
- Bulbophyllum schmidtianum Rchb.f. 1865
- Bulbophyllum sciadanthum F.Muell. 1882
- Bulbophyllum sciaphile Bosser 1965
- Bulbophyllum scintilla Ridl. 1908
- Bulbophyllum scitulum Ridl. 1916
- Bulbophyllum scopa J.J.Verm. 1990
- Bulbophyllum scopula Schltr. 1913
- Bulbophyllum scotiifolium J.J.Sm. 1918
- Bulbophyllum scrobiculilabre J.J.Sm. 1914
- Bulbophyllum scutiferum J.J.Verm. 1993
- Bulbophyllum scyphochilus Schltr. 1912
  - Bulbophyllum scyphochilus var. phaeanthum Schltr. 1912
  - Bulbophyllum scyphochilus var. scyphochilus
- Bulbophyllum secundum Hook.f. 1890
- Bulbophyllum semiasperum J.J.Sm. 1934
- Bulbophyllum semiteres Schltr. 1913
- Bulbophyllum semiteretifolium Gagnep. 1930
- Bulbophyllum semperflorens J.J.Sm. 1907
- Bulbophyllum sempiternum Ames 1920
- Bulbophyllum sensile Ames 1915
- Bulbophyllum sepikense W.Kittr. (1984 publ. 1985)
- Bulbophyllum septatum Schltr. 1924
- Bulbophyllum septemtrionale (J.J.Sm.) J.J.Sm. 1913
- Bulbophyllum serra Schltr. 1913: Toothed Bulbophyllum
- Bulbophyllum serratotruncatum Seidenf. (1973 publ. 1974)
- Bulbophyllum serripetalum Schltr. 1923
- Bulbophyllum serrulatifolium J.J.Sm. 1929
- Bulbophyllum serrulatum Schltr. in K.M.Schumann & C.A.G.Lauterbach 1905
- Bulbophyllum sessiliflorum Kraenzl. in H.G.Reichenbach 1896
- Bulbophyllum setaceum T.P.Lin 1975: Bristly Bulbophyllum
- Bulbophyllum setigerum Lindl. 1838
- Bulbophyllum setuliferum J.J.Verm. & Saw 2000
- Bulbophyllum shanicum King & Pantl. 1897
- Bulbophyllum shepherdii (F.Muell.) Rchb.f. 1871: Shephard's Bulbophyllum
- Bulbophyllum shweliense W.W.Sm. 1921: Shweil Bulbophyllum
- Bulbophyllum sibuyanense Ames 1912
- Bulbophyllum sicyobulbon C.S.P.Parish & Rchb.f. 1874
- Bulbophyllum siederi Garay 1999: Sieder's Bulbophyllum
- Bulbophyllum sigaldiae Guillaumin 1955
- Bulbophyllum sigmoideum Ames & C.Schweinf. in O.Ames 1920
- Bulbophyllum signatum J.J.Verm. 1996: Marked Bulbophyllum
- Bulbophyllum sikapingense J.J.Sm. 1920
- Bulbophyllum silentvalliensis M.P.Sharma & S.K.Srivast. 1993
- Bulbophyllum sillenianum Rchb.f. 1884
- Bulbophyllum similare Garay, Hamer & Siegerist 1994
- Bulbophyllum simile Schltr.1913
- Bulbophyllum similissimum J.J.Verm. 1991
- Bulbophyllum simmondsii Kores 1989
- Bulbophyllum simondii Gagnep. 1950
- Bulbophyllum simplex J.J.Verm. & P.O'Byrne 2003
- Bulbophyllum simplicilabellum Seidenf. 1979
- Bulbophyllum simulacrum Ames 1915
- Bulbophyllum sinapis J.J.Verm. & P.O'Byrne 2003
- Bulbophyllum singaporeanum Schltr. 1911
- Bulbophyllum singulare Schltr. 1913: Outstanding Bulbophyllum
- Bulbophyllum singuliflorum W.Kittr. (1984 publ. 1985)
- Bulbophyllum skeatianum Ridl. 1915
- Bulbophyllum smithianum Schltr. 1911
- Bulbophyllum smitinandii Seidenf. & Thorut 1996
- Bulbophyllum sociale Rolfe 1918
- Bulbophyllum solteroi R.González 1992
- Bulbophyllum sopoetanense Schltr. 1911: Mt. Sopoetan Bulbophyllum
- Bulbophyllum sordidum Lindl. 1840
- Bulbophyllum sororculum J.J.Verm. 2002
- Bulbophyllum spadiciflorum Tixier 1966
- Bulbophyllum spathaceum Rolfe 1893
- Bulbophyllum spathilingue J.J.Sm. 1908
- Bulbophyllum spathipetalum J.J.Sm. 1908
- Bulbophyllum spathulatum (Rolfe ex E.Cooper) Seidenf. 1970
- Bulbophyllum speciosum Schltr. 1912: Outstanding Bulbophyllum
- Bulbophyllum sphaeracron Schltr. 1913
- Bulbophyllum sphaericum Z.H.Tsi & H.Li 1981
- Bulbophyllum sphaerobulbum H.Perrier 1937
- Bulbophyllum spissum J.J.Verm. 1996
- Bulbophyllum spongiola J.J.Verm. 1996
- Bulbophyllum stabile J.J.Sm. 1911
- Bulbophyllum steffensii Schltr. 1925
- Bulbophyllum stelis J.J.Sm. 1927
- Bulbophyllum stellatum Ames 1912: Star-like Bulbophyllum
- Bulbophyllum stellula Ridl. 1916
- Bulbophyllum stenobulbon C.S.P.Parish & Rchb.f. 1874: Slender-bulbed Bulbophyllum
- Bulbophyllum stenochilum Schltr. 1913
- Bulbophyllum stenophyllum C.S.P.Parish & Rchb.f. 1874
- Bulbophyllum stenophyton (Garay & W.Kittr.) ined.
- Bulbophyllum stenorhopalon Schltr. 1921
- Bulbophyllum stenurum J.J.Verm. & P.O'Byrne 2003
- Bulbophyllum sterile (Lam.) Suresh in D.H.Nicolson, C.R.Suresh & K.S.Manilal 1988: Tailed Bulbophyllum
- Bulbophyllum steyermarkii Foldats 1968: Steyermark's Bulbophyllum
- Bulbophyllum stictanthum Schltr. 1913
- Bulbophyllum stictosepalum Schltr. 1913
- Bulbophyllum stipitatibulbum J.J.Sm. 1931
- Bulbophyllum stipulaceum Schltr. in K.M.Schumann & C.A.G.Lauterbach 1905
- Bulbophyllum stolleanum Schltr. 1923
- Bulbophyllum stolzii Schltr. 1915
- Bulbophyllum stormii J.J.Sm. 1907: Storm's Bulbophyllum
- Bulbophyllum streptotriche J.J.Verm. 1991
- Bulbophyllum striatellum Ridl. 1890
- Bulbophyllum striatum (Griff.) Rchb.f. in W.G.Walpers 1861
- Bulbophyllum suavissimum Rolfe 1889: Mild Bulbophyllum
- Bulbophyllum subaequale Ames 1923
- Bulbophyllum subapetalum J.J.Sm. 1915
- Bulbophyllum subapproximatum H.Perrier 1937
- Bulbophyllum subbullatum J.J.Verm. 1996
- Bulbophyllum subclausum J.J.Sm. 1909
- Bulbophyllum subclavatum Schltr. 1925
- Bulbophyllum subcrenulatum Schltr. 1925
- Bulbophyllum subebulbum Gagnep. 1950
- Bulbophyllum subligaculiferum J.J.Verm. 1987
- Bulbophyllum submarmoratum J.J.Sm. 1918
- Bulbophyllum subpatulum J.J.Verm. 2002
- Bulbophyllum subsecundum Schltr. 1916
- Bulbophyllum subsessile Schltr. 1924
- Bulbophyllum subtenellum Seidenf. 1979: Very Delicate Bulbophyllum
- Bulbophyllum subtrilobatum Schltr. 1913
- Bulbophyllum subuliferum Schltr. 1911
- Bulbophyllum subulifolium Schltr. 1913
- Bulbophyllum subumbellatum Ridl. 1896: Subumbellate Bulbophyllum
- Bulbophyllum subverticillatum Ridl. 1925
- Bulbophyllum succedaneum J.J.Sm. 1927
- Bulbophyllum sukhakulii Seidenf. 1995
- Bulbophyllum sulawesii Garay, Hamer & Siegerist 1996: Sulawesi Bulbophyllum
- Bulbophyllum sulcatum (Blume) Lindl. 1830
- Bulbophyllum sulfureum Schltr. 1924: Sulphur-yellow Bulbophyllum
- Bulbophyllum superfluum Kraenzl. 1929
- Bulbophyllum superpositum Schltr. 1913
- Bulbophyllum supervacaneum Kraenzl. 1929
- Bulbophyllum surigaense Ames & Quisumb. (1933 publ. 1934)
- Bulbophyllum sutepense (Rolfe ex Downie) Seidenf. & Smitinand 1961
- Bulbophyllum systenochilum J.J.Verm. 1993

### T
- Bulbophyllum taeniophyllum C.S.P.Parish & Rchb.f. 1874
- Bulbophyllum taeter J.J.Verm. 1996
- Bulbophyllum tahanense Carr 1930
- Bulbophyllum tahitense Nadeaud 1873
- Bulbophyllum taiwanense (Fukuy.) K.Nakaj. 1973
- Bulbophyllum talauense (J.J.Sm.) Carr 1932
- Bulbophyllum tampoketsense H.Perrier 1937
- Bulbophyllum tanystiche J.J.Verm. 1993
- Bulbophyllum tardeflorens Ridl. 1896
- Bulbophyllum tectipes J.J.Verm. & P.O'Byrne 2003
- Bulbophyllum tectipetalum J.J.Sm. 1929
  - Bulbophyllum tectipetalum var. longisepalum J.J.Sm. 1929
  - Bulbophyllum tectipetalum var. maximum J.J.Sm. 1929
  - Bulbophyllum tectipetalum var. tectipetalum
- Bulbophyllum tekuense Carr 1930
- Bulbophyllum tenellum (Blume) Lindl. 1830: Very Delicate Bead Necklace Bulbophyllum
- Bulbophyllum tengchongense Z.H.Tsi 1989
- Bulbophyllum tenompokense J.J.Sm. 1934
- Bulbophyllum tentaculatum Schltr. 1913
- Bulbophyllum tentaculiferum Schltr. 1913: Tentacle-carrying Bulbophyllum
- Bulbophyllum tenue Schltr. 1913
- Bulbophyllum tenuifolium (Blume) Lindl. 1830
- Bulbophyllum tenuipes Schltr. 1913
- Bulbophyllum teres Carr 1935
- Bulbophyllum teresense Ruschi 1946
- Bulbophyllum teretibulbum H.Perrier 1937
- Bulbophyllum teretifolium Schltr. 1905
- Bulbophyllum teretilabre J.J.Sm. 1913
- Bulbophyllum ternatense J.J.Sm. 1932
- Bulbophyllum tetragonum Lindl. 1830
- Bulbophyllum teysmannii J.J.Sm. 1905
- Bulbophyllum thaiorum J.J.Sm. 1912: Thailand Bulbophyllum
- Bulbophyllum theioglossum Schltr. 1913
- Bulbophyllum thelantyx J.J.Verm. 1993
- Bulbophyllum therezienii Bosser 1971
- Bulbophyllum thersites J.J.Verm. 1993
- Bulbophyllum theunissenii J.J.Sm. 1920
- Bulbophyllum thomense Summerh. 1937
- Bulbophyllum thompsonii Ridl. 1885: Thompson's Bulbophyllum
- Bulbophyllum thrixspermiflorum J.J.Sm. 1908
- Bulbophyllum thrixspermoides J.J.Sm. 1912
- Bulbophyllum thwaitesii Rchb.f. 1874
- Bulbophyllum thymophorum J.J.Verm. & A.L.Lamb 1988
- Bulbophyllum titanea Ridl. 1908
- Bulbophyllum tixieri Seidenf. 1992: Tixier's Bulbophyllum
- Bulbophyllum tjadasmalangense J.J.Sm. 1918
- Bulbophyllum toilliezae Bosser 1965
- Bulbophyllum tokioi Fukuy. 1935
- Bulbophyllum toppingii Ames (1913 publ. 1914)
- Bulbophyllum toranum J.J.Sm. 1912
- Bulbophyllum torquatum J.J.Sm. 1929
- Bulbophyllum torricellense Schltr. 1913
- Bulbophyllum tortum Schltr. 1913: Twisted-flower Bulbophyllum
- Bulbophyllum tortuosum (Blume) Lindl. 1830: Twisted-bulb Bulbophyllum
- Bulbophyllum trachyanthum Kraenzl. 1894: Rough-flowered Bulbophyllum
- Bulbophyllum trachybracteum Schltr. 1913
- Bulbophyllum trachyglossum Schltr. in K.M.Schumann & C.A.G.Lauterbach 1905
- Bulbophyllum trachypus Schltr. 1913
- Bulbophyllum tremulum Wight 1851: Tremulous Bulbophyllum
- Bulbophyllum triadenium (Lindl.) Rchb.f. in W.G.Walpers 1861
- Bulbophyllum triandrum Schltr. 1913
- Bulbophyllum triaristella Schltr. 1913
- Bulbophyllum tricanaliferum J.J.Sm. 1913
- Bulbophyllum tricarinatum Petch 1923
- Bulbophyllum trichaete Schltr. 1913
- Bulbophyllum trichambon Schltr. 1913
- Bulbophyllum trichocephalum (Schltr.) Tang & F.T.Wang 1951: Hairy-headed Bulbophyllum
- Bulbophyllum trichochlamys H.Perrier 1937
- Bulbophyllum trichorhachis J.J.Verm. & P.O'Byrne 2003
- Bulbophyllum trichromum Schltr. 1923
- Bulbophyllum triclavigerum J.J.Sm. 1913
- Bulbophyllum tricolor L.B.Sm. & S.K.Harris 1936
- Bulbophyllum tricorne Seidenf. & Smitinand 1965: Three-horned Bulbophyllum
- Bulbophyllum tricornoides Seidenf. 1979
- Bulbophyllum tridentatum Kraenzl. 1901: Three-toothed Bulbophyllum
- Bulbophyllum trifarium Rolfe 1910
- Bulbophyllum trifilum J.J.Sm. 1908
  - Bulbophyllum trifilum subsp. filisepalum (J.J.Sm.) J.J.Verm. (2002 publ. 2003)
  - Bulbophyllum trifilum subsp. trifilum
- Bulbophyllum triflorum (Breda) Blume 1828
- Bulbophyllum trifolium Ridl. 1897
- Bulbophyllum trigonidioides J.J.Sm. 1935
- Bulbophyllum trigonobulbum Schltr. & J.J.Sm. 1914
- Bulbophyllum trigonocarpum Schltr. in K.M.Schumann & C.A.G.Lauterbach 1905
- Bulbophyllum trilineatum H.Perrier 1937
- Bulbophyllum trimenii (Hook.f.) J.J.Sm. 1912
- Bulbophyllum trinervium J.J.Sm. 1935
- Bulbophyllum tripaleum Seidenf. 1979
- Bulbophyllum tripetalum Lindl. 1842
- Bulbophyllum tripudians C.S.P.Parish & Rchb.f. 1875
- Bulbophyllum trirhopalon Schltr. 1913
- Bulbophyllum triste Rchb.f. in W.G.Walpers 1861: Dark Bulbophyllum
- Bulbophyllum tristelidium W.Kittr. (1984 publ. 1985)
- Bulbophyllum triurum Kraenzl. 1904
- Bulbophyllum triviale Seidenf. 1979
- Bulbophyllum trulliferum J.J.Verm. & A.L.Lamb 1994
- Bulbophyllum truncatum J.J.Sm. 1913
- Bulbophyllum truncicola Schltr. 1913
- Bulbophyllum tryssum J.J.Verm. & A.L.Lamb 1994
- Bulbophyllum tseanum (S.Y.Hu & Barretto) Z.H.Tsi 1999
- Bulbophyllum tuberculatum Colenso 1884
- Bulbophyllum tubilabrum J.J.Verm. & P.O'Byrne 2003
- Bulbophyllum tumidum J.J.Verm. 1991
- Bulbophyllum tumoriferum Schltr. 1913
- Bulbophyllum turgidum J.J.Verm. 1991
- Bulbophyllum turkii Bosser & P.J.Cribb 2001
- Bulbophyllum turpe J.J.Verm. & P.O'Byrne 2003
- Bulbophyllum tylophorum Schltr. 1911

### U
- Bulbophyllum ulcerosum J.J.Sm. 1910
- Bulbophyllum umbellatum Lindl. 1830: Umbrella Bulbophyllum
  - Bulbophyllum umbellatum var. fuscescens (Hook.f.) P.K.Sarkar 1984
  - Bulbophyllum umbellatum var. umbellatum
- Bulbophyllum umbonatum Kraenzl. 1916
- Bulbophyllum umbraticola Schltr. 1913
- Bulbophyllum uncinatum J.J.Verm. & P.O'Byrne 2003
- Bulbophyllum unciniferum Seidenf. 1973
- Bulbophyllum undatilabre J.J.Sm. 1912
- Bulbophyllum undecifilum J.J.Sm. 1927
- Bulbophyllum unguiculatum Rchb.f. 1850
- Bulbophyllum unguilabium Schltr. 1913
- Bulbophyllum unicaudatum Schltr. 1913
  - Bulbophyllum unicaudatum var. unicaudatum
  - Bulbophyllum unicaudatum var. xanthosphaerum Schltr. 1913
- Bulbophyllum uniflorum (Blume) Hassk. 1844: Single-flowered Bulbophyllum
- Bulbophyllum unifoliatum De Wild. 1921
  - Bulbophyllum unifoliatum subsp. flectens (P.J.Cribb & P.Taylor) J.J.Verm. 1987
  - Bulbophyllum unifoliatum subsp. infracarinatum (G.Will.) J.J.Verm. 1987
  - Bulbophyllum unifoliatum subsp. unifoliatum
- Bulbophyllum unitubum J.J.Sm. 1929: Single-tubed Bulbophyllum
- Bulbophyllum univenum J.J.Verm. 1993
- Bulbophyllum urceolatum A.D.Hawkes 1952
- Bulbophyllum uroglossum Schltr. 1921
- Bulbophyllum urosepalum Schltr. 1913
- Bulbophyllum ustusfortiter J.J.Verm. 1993
- Bulbophyllum uviflorum P.O'Byrne 1999

### V
- Bulbophyllum vaccinioides Schltr. 1913
- Bulbophyllum vagans Ames & Rolfe 1907
- Bulbophyllum vaginatum (Lindl.) Rchb.f. in W.G.Walpers 1861: Vagina Bulbophyllum
- Bulbophyllum valeryi J.J.Verm. & P.O'Byrne 2003
- Bulbophyllum validum Carr 1933
- Bulbophyllum vanessa King & Pantl. 1897
- Bulbophyllum vanum J.J.Verm. 1984
- Bulbophyllum vanvuurenii J.J.Sm. 1917: Van Vuuren's Bulbophyllum
- Bulbophyllum vareschii Foldats 1968
- Bulbophyllum variabile Ridl. 1898
- Bulbophyllum variegatum Thouars 1822
- Bulbophyllum ventriosum H.Perrier 1937
- Bulbophyllum vermiculare Hook.f. 1890
- Bulbophyllum verruciferum Schltr. 1913
  - Bulbophyllum verruciferum var. carinatisepalum Schltr. 1913
  - Bulbophyllum verruciferum var. verruciferum
- Bulbophyllum verruculatum Schltr. 1913
- Bulbophyllum verruculiferum H.Perrier 1951
- Bulbophyllum versteegii J.J.Sm. 1908
- Bulbophyllum vesiculosum J.J.Sm. 1917
- Bulbophyllum vestitum Bosser 1971
  - Bulbophyllum vestitum var. meridionale Bosser 1971
  - Bulbophyllum vestitum var. vestitum
- Bulbophyllum vexillarium Ridl. 1916
- Bulbophyllum vietnamense Seidenf. 1975
- Bulbophyllum viguieri Schltr. 1922
- Bulbophyllum vinaceum Ames & C.Schweinf. in O.Ames 1920: Wine-red Bulbophyllum
- Bulbophyllum violaceolabellum Seidenf. 1981
- Bulbophyllum violaceum (Blume) Lindl. 1830: Violet Bulbophyllum
- Bulbophyllum virescens J.J.Sm. 1900: Greenish Bulbophyllum
- Bulbophyllum viridiflorum (Hook.f.) Schltr. 1910
- Bulbophyllum vitellinum Ridl. 1897
- Bulbophyllum vittatum Teijsm. & Binn. 1862
- Bulbophyllum volkensii Schltr. 1914
- Bulbophyllum vulcanicum Kraenzl. 1914
- Bulbophyllum vulcanorum H.Perrier 1938
- Bulbophyllum vutimenaense B.A.Lewis 1992

### W
- Bulbophyllum wadsworthii Dockrill 1964
- Bulbophyllum wagneri Schltr. 1921
- Bulbophyllum wakoi Howcroft 1999
- Bulbophyllum wallichii Rchb.f. in W.G.Walpers 1861
- Bulbophyllum wangkaense Seidenf. 1979
- Bulbophyllum warianum Schltr. 1913
- Bulbophyllum warmingianum Cogn. 1902: Warming's Bulbophyllum
- Bulbophyllum weberbauerianum Kraenzl. 1905
- Bulbophyllum weberi Ames 1912
- Bulbophyllum weddelii (Lindl.) Rchb.f. in W.G.Walpers 1861: Weddel's Bulbophyllum
- Bulbophyllum weinthalii R.S.Rogers 1933: Weinthal's Bulbophyllum
  - Bulbophyllum weinthalii subsp. striatum D.L.Jones 2001
  - Bulbophyllum weinthalii subsp. weinthalii
- Bulbophyllum wendlandianum (Kraenzl.) J.J.Sm. 1912: Wendland's Bulbophyllum
- Bulbophyllum wenzelii Ames (1913 publ. 1914)
- Bulbophyllum werneri Schltr. 1913: Werner's Bulbophyllum
- Bulbophyllum whitfordii Rolfe in O.Ames 1905
- Bulbophyllum wightii Rchb.f. in W.G.Walpers 1861
- Bulbophyllum wilkianum T.E.Hunt 1947
- Bulbophyllum williamsii A.D.Hawkes 1956
- Bulbophyllum windsorense B.Gray & D.L.Jones 1989
- Bulbophyllum woelfliae Garay, Senghas & K.Lemcke 1996
- Bulbophyllum wolfei B.Gray & D.L.Jones 1991
- Bulbophyllum wollastonii Ridl. 1916
- Bulbophyllum wrayi Hook.f. 1890
- Bulbophyllum wuzhishanense X.H.Jin (2005)

### X
- Bulbophyllum xantanthum Schltr. 1911
- Bulbophyllum xanthoacron J.J.Sm. 1911
- Bulbophyllum xanthobulbum Schltr. 1918
- Bulbophyllum xanthochlamys Schltr. 1913
- Bulbophyllum xanthophaeum Schltr. 1913
- Bulbophyllum xanthornis Schuit. & de Vogel 2002
- Bulbophyllum xanthornis Schuit. & de Vogel 2002
- Bulbophyllum xanthotes Schltr. 1913
- Bulbophyllum xanthum Ridl. 1920
- Bulbophyllum xenosum J.J.Verm. 1996
- Bulbophyllum xiphion J.J.Verm. 1996
- Bulbophyllum xylocarpi J.J.Sm. 1927
- Bulbophyllum xylophyllum C.S.P.Parish & Rchb.f. 1874

### Y
- Bulbophyllum yoksunense J.J.Sm. 1912
- Bulbophyllum yuanyangense Z.H.Tsi 1995
- Bulbophyllum yunnanense Rolfe 1901

### Z
- Bulbophyllum zambalense Ames 1912
- Bulbophyllum zamboangense Ames (1913 publ. 1914)
- Bulbophyllum zaratananae Schltr. 1924
- Bulbophyllum zebrinum J.J.Sm. 1911